# ROA (kunstenaar)
ROA is het pseudoniem van een anonieme, hedendaagse street art-kunstenaar uit Gent, België. Men vermoedt dat hij is geboren in 1976. Zijn werken zijn aangebracht op gebouwen in diverse steden in Europa, de Verenigde Staten, Zuid-Amerika, Afrika, Azië en Australië. Hij neemt regelmatig deel aan street art-festivals en werkt van tijd tot tijd samen met galerijen wereldwijd.
Verder is er zeer weinig geweten over deze anonieme kunstenaar. Zelf vindt hij dat zijn werk immers voor zich spreekt. Hij mijdt steevast elke vorm van contact met de media en laat zich nauwelijks strikken voor interviews. Zo houdt hij naar eigen zeggen zijn werk en geest vrij.

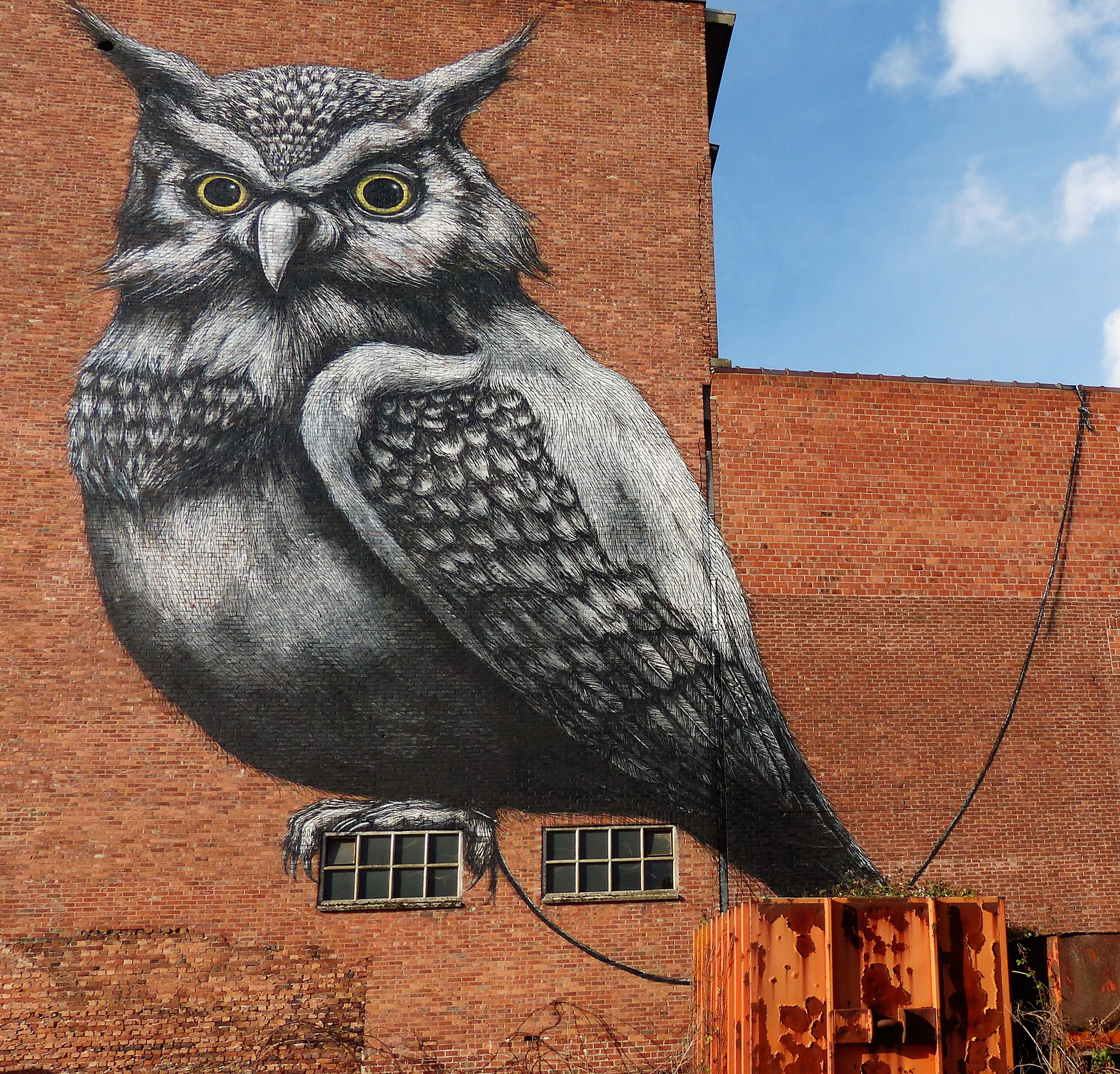
Uil door ROA in Hasselt, België

## Stijl
ROA maakt grote muurschilderingen van dieren, overwegend in zwart en wit. Karakteristiek is de gedetailleerd uitgewerkte vacht of verenkleed, bestaande uit een groot aantal fijne streepjes. Regelmatig beeldt ROA ook de beenderen, spieren of organen af. De keuze van het dier hangt telkens af van de locatie, net als de manier van uitwerken. Zo tracht hij de interactie aan te gaan met de ter beschikking gestelde muur. Dit doet hij bijvoorbeeld door de houding van de dieren aan te passen aan de vorm van de muur en ramen en deuren te integreren in het werk.
ROA's werken stralen een onzalig gevoel van dood, verval en bedreiging uit. Hij streeft ernaar dialogen op gang te brengen over de plaats van dieren in steden. “Ontdekking van de natuur, meer specifiek van de dierenwereld, kan leiden tot meer empathie. Het leert je iets wezenlijks over hoe je een goed leven moet leiden", zegt hij daarover. Bij uitbreiding hoopt hij dat de mensheid zijn plaats in de natuur herontdekt en bewust wordt van zijn invloed op het ecosysteem.

## Carrière

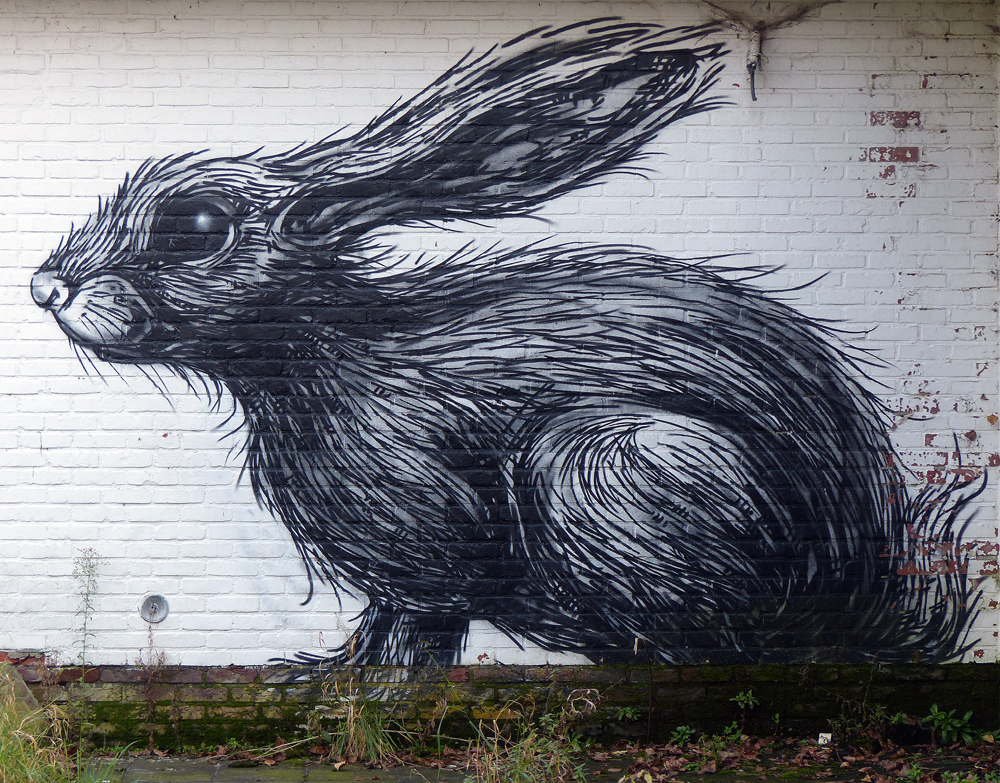
Konijn door ROA in Doel, België

### Beginperiode
Voordat hij internationale bekendheid verwierf, oefende ROA gedurende vele jaren op verlaten plekken in België. Hij liet er zijn creativiteit de vrije loop, probeerde nieuwe dingen en vervolmaakte zijn stijl. Dit deed hij in Doel, een verlaten spookstad aan de Schelde, maar vooral in Gent, meer bepaald in de Malmar-fabriek, verlaten sinds 1997. De oude fabriekshal was het favoriete speelterrein van de kunstenaar. Hij heeft er minstens zestig werken aangebracht.
Na vele jaren werd een nieuwe bestemming gevonden voor de bouwvallige fabriekshal, namelijk een woonproject. In 2022 trokken 159 gezinnen in de cohousingformule. Door de sloop gingen de meeste werken verloren maar een deel werd opgenomen in de gemeenschappelijke tuin van wat nu het Bijgaardepark heet.

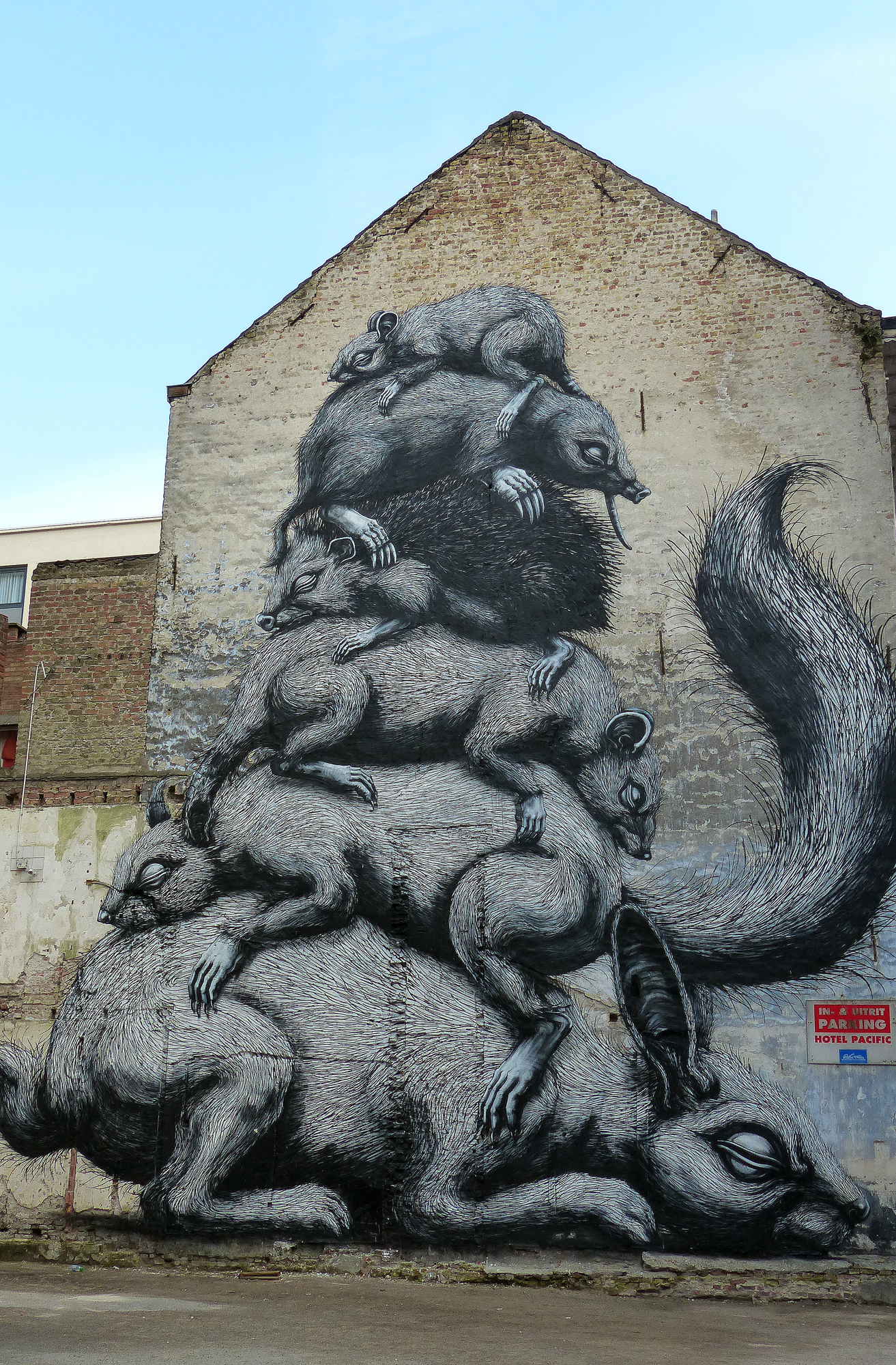
Aantal dieren door ROA in Oostende, België

### Internationale bekendheid
ROA verwierf internationale bekendheid in 2010, toen hij een reusachtig konijn van 3,5 meter hoog schilderde op de zijgevel van een opnamestudio in Hackney, Londen. Ondanks het feit dat het werk in opdracht van de eigenaar werd aangebracht, kwam het in opspraak. De plaatselijke raad van Hackney vond namelijk dat de muurschildering afbreuk deed aan het straatbeeld en besliste dat ze moest worden verwijderd. Zowel de eigenaar van de opnamestudio als diverse omwonenden van het pand vochten deze beslissing aan. Er werd een campagne gestart onder de naam "Save The Rabbit" om in opstand te komen tegen de beslissing. Deze campagne kreeg veel bijval en trok de belangstelling van de media. Uiteindelijk trok de raad zijn beslissing in. Tot op heden is het konijn nog steeds aan te treffen op de opnamestudio.

### Enkele verwezenlijkingen
- De gemeente van Fremantle in Australië verzocht ROA in 2011 om een kunstwerk in hun stad aan te brengen. ROA bracht in twaalf uur een muurschildering van 25 meter breed aan. Het dier dat hij voor deze gelegenheid koos was een buidelmiereneter, een bedreigde diersoort die endemisch is in die omgeving.[11][12]
- In 2011 vond in het MOCA in Los Angeles de tentoonstelling 'Art In The Streets' plaats, een overzichtstentoonstelling over de invloed van street art sinds de jaren zeventig aan de hand van de meest invloedrijke straat art kunstenaars. ROA was op deze tentoonstelling vertegenwoordigd, samen met kunstenaars als Banksy, Keith Haring, Invader, Shepard Fairey, Swoon en Neckface. Het was de meest bezochte tentoonstelling in de geschiedenis van het MOCA. Het museum besloot de tentoongestelde werken van ROA aan te kopen en op te nemen in de permanente collectie.[13][14]

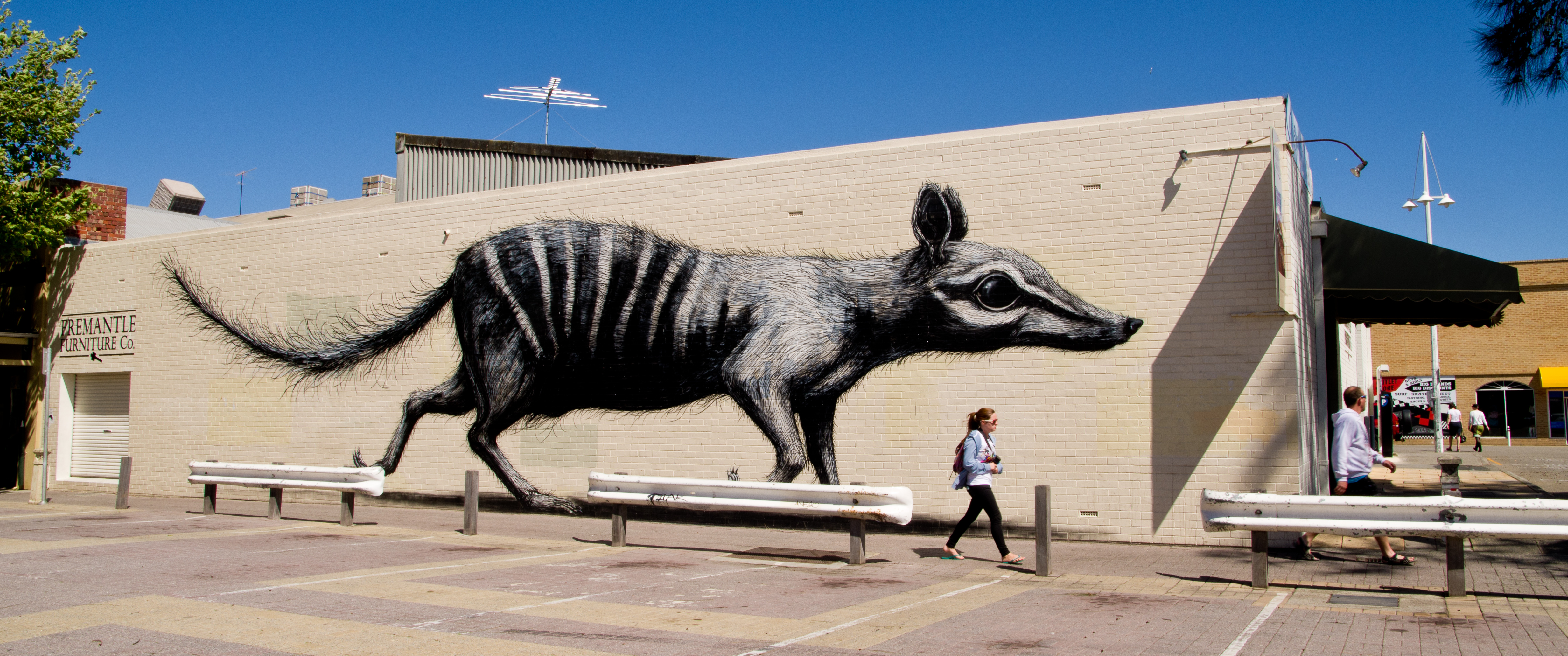
Buidelmiereneter door ROA in Fremantle, Australië

- In 2014 maakte ROA voor de Ierse rockband U2 een reeks potlood- en pentekeningen voor hun videoclip van Sleep Like A Baby Tonight. Deze werden vervolgens door videokunstenaar Michael Zauner omgezet in bewegend beeld en geregisseerd door Wim Reygaert.[15][16][17][18]
- In 2014 werkte ROA mee aan het project 'North West Walls Street Art Project'. Dit project, onder leiding van kunstenaar Arne Quinze, kleedt jaarlijks het festivalterrein van Rock Werchter aan met behulp van een aantal torens van op elkaar gestapelde zeecontainers. Deze worden beschilderd door street art-kunstenaars uit binnen- en buitenland. ROA plaatste dertien gevangen gehouden exotische dieren op een metershoge containerinstallatie. Het diende als een klokkenluider voor de handel in exotische dieren.
- Sinds 2016 is ROA ook te bezichtigen op de street art-tentoonstelling 'Magic City: The Art of The Street'. Dit is een rondtrekkende tentoonstelling met veertig gerenommeerde street art-kunstenaars, waaronder ook Banksy, Shepard Fairey, Blek le Rat, Faith47 en Ron English. Door een fictieve stad na te bootsen, probeert dit project street art beter tot zijn recht te laten komen dan in een galerij.[19]
- In 2020 kwam een fotoboek van zijn muurschilderingen uit bij uitgeverij Lannoo. (ISBN 978-9401461672)
- In 2021 hield kunstgalerie Itinerrance in Parijs een expositie van zijn werken, getiteld "Histoire Naturelle".

### Waardering
In 2014 kreeg ROA de tweede plaats in de top-20 van The Huffington Post betreffende meest invloedrijke muurschilderingen van het afgelopen jaar.

## Galerij

### België

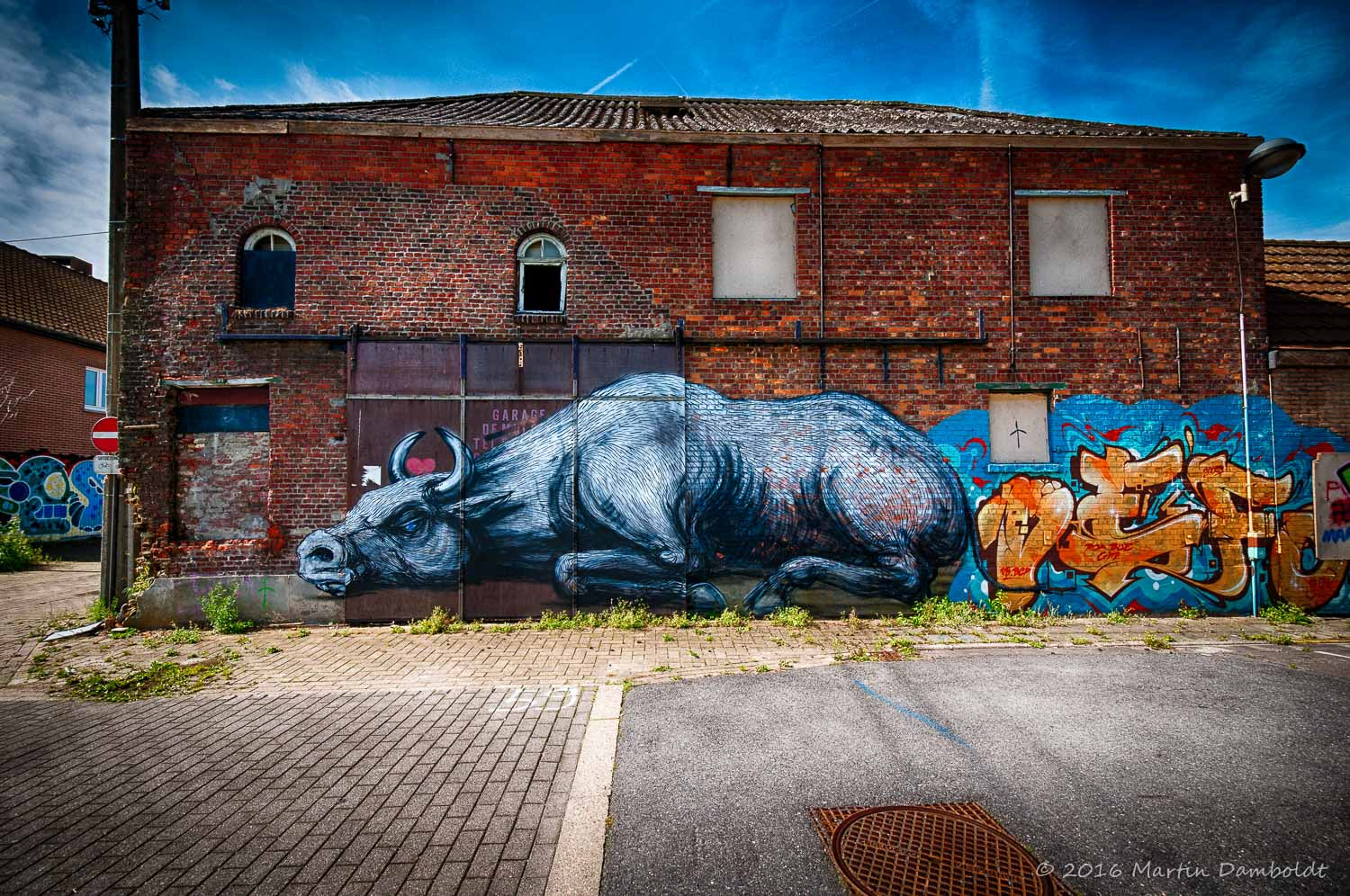
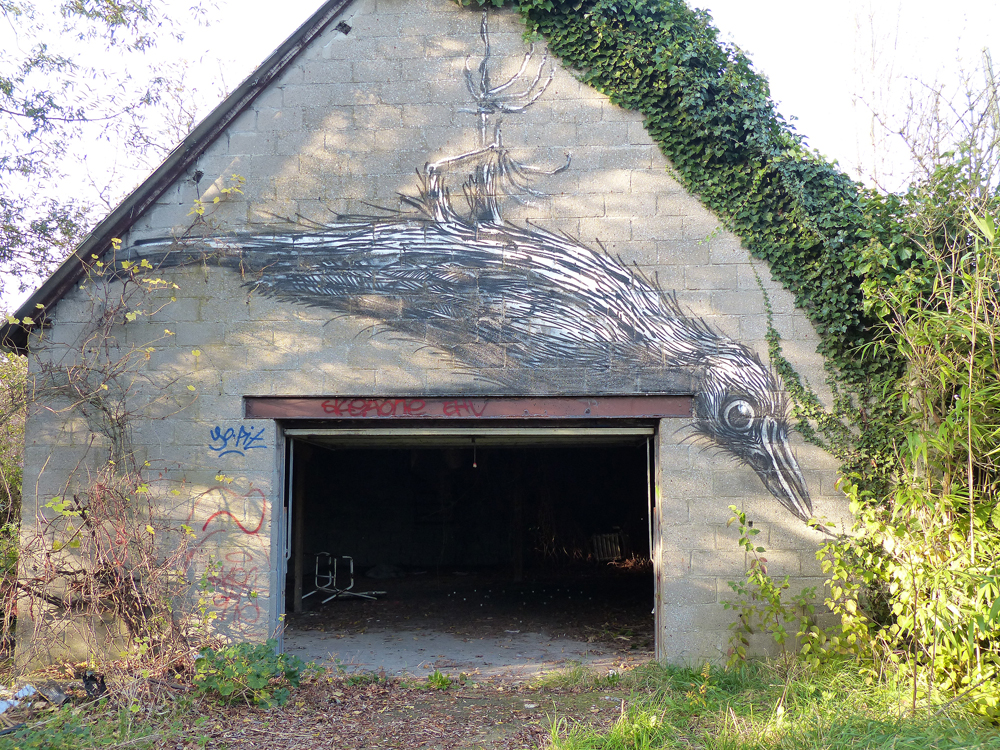
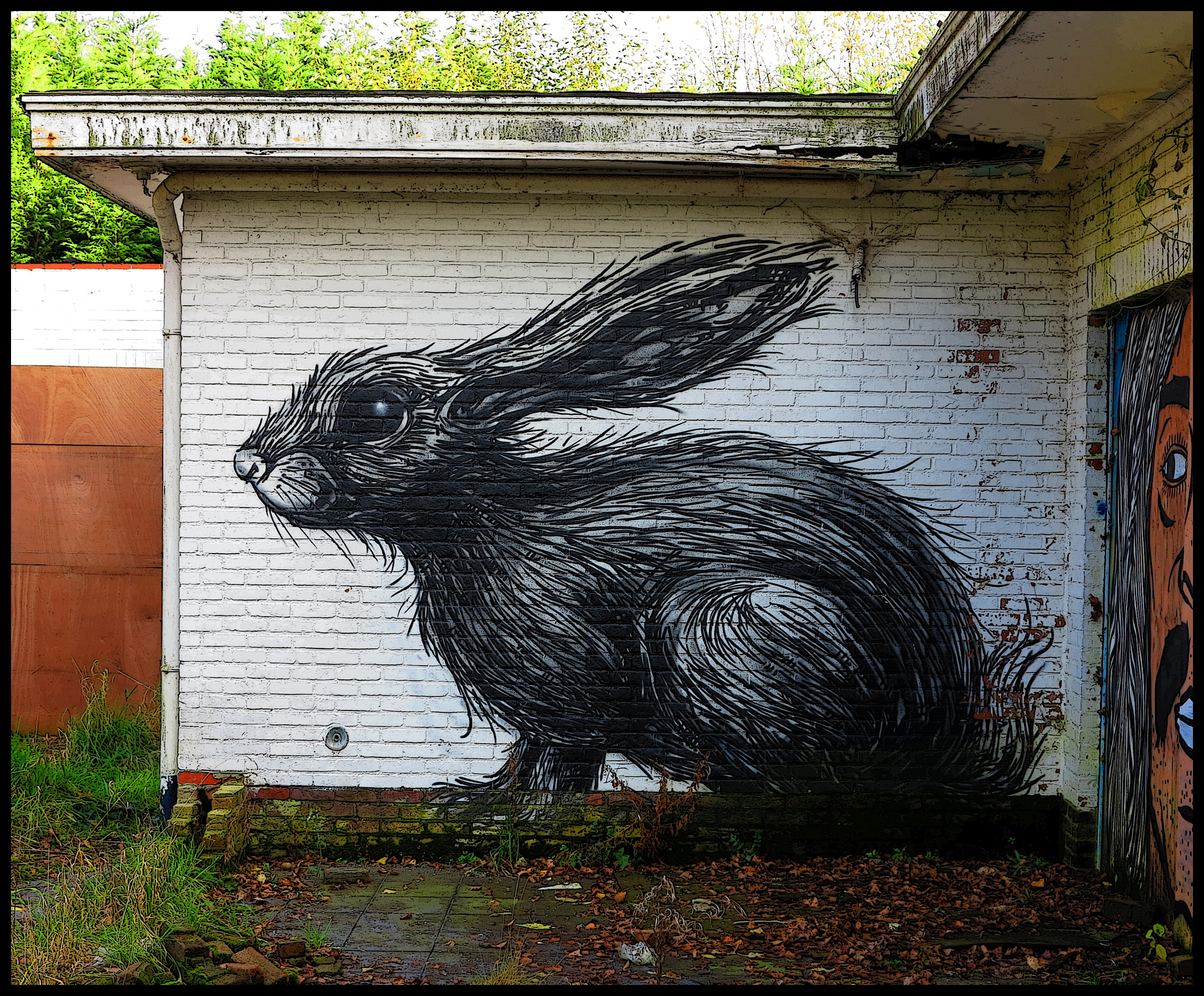
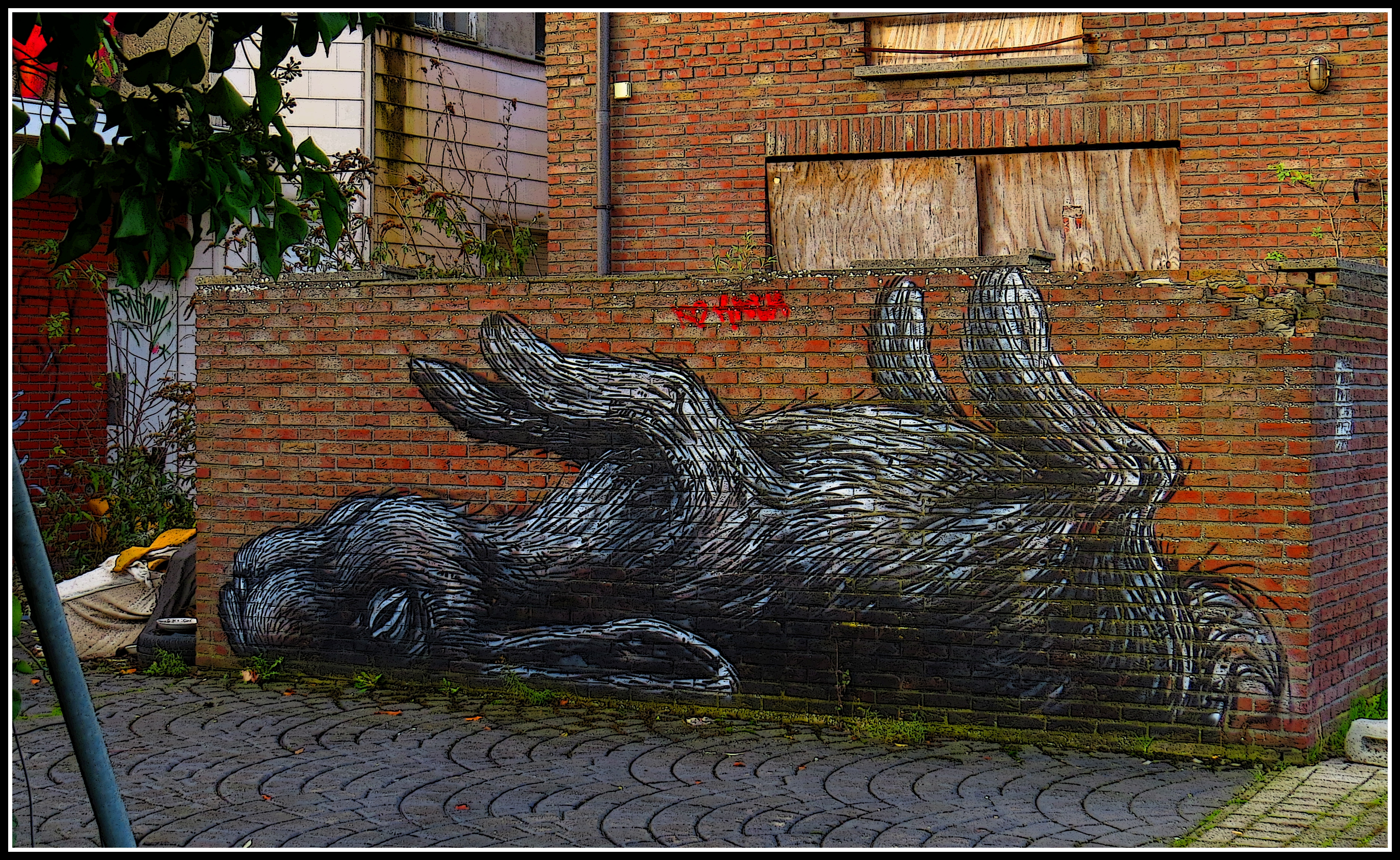
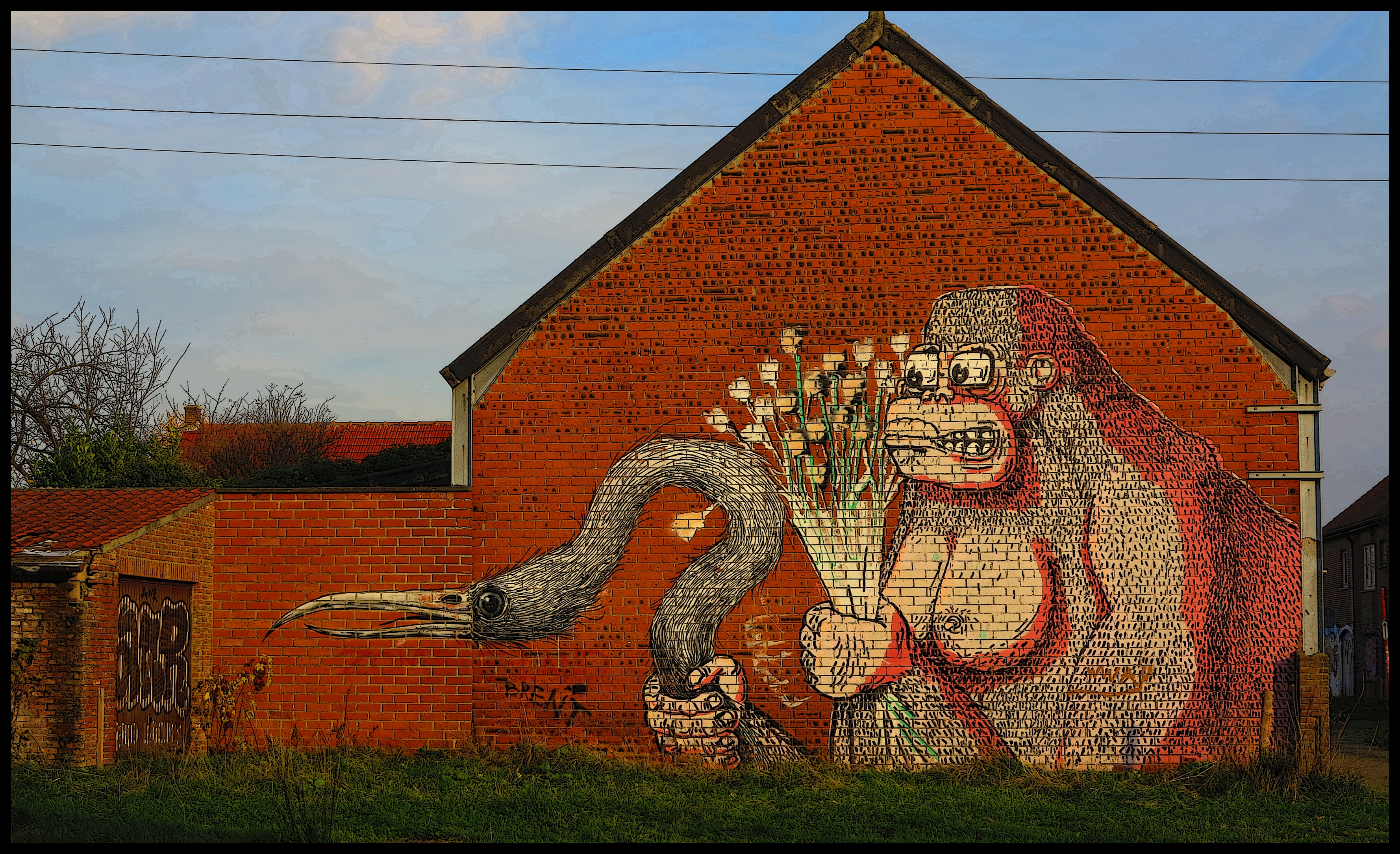
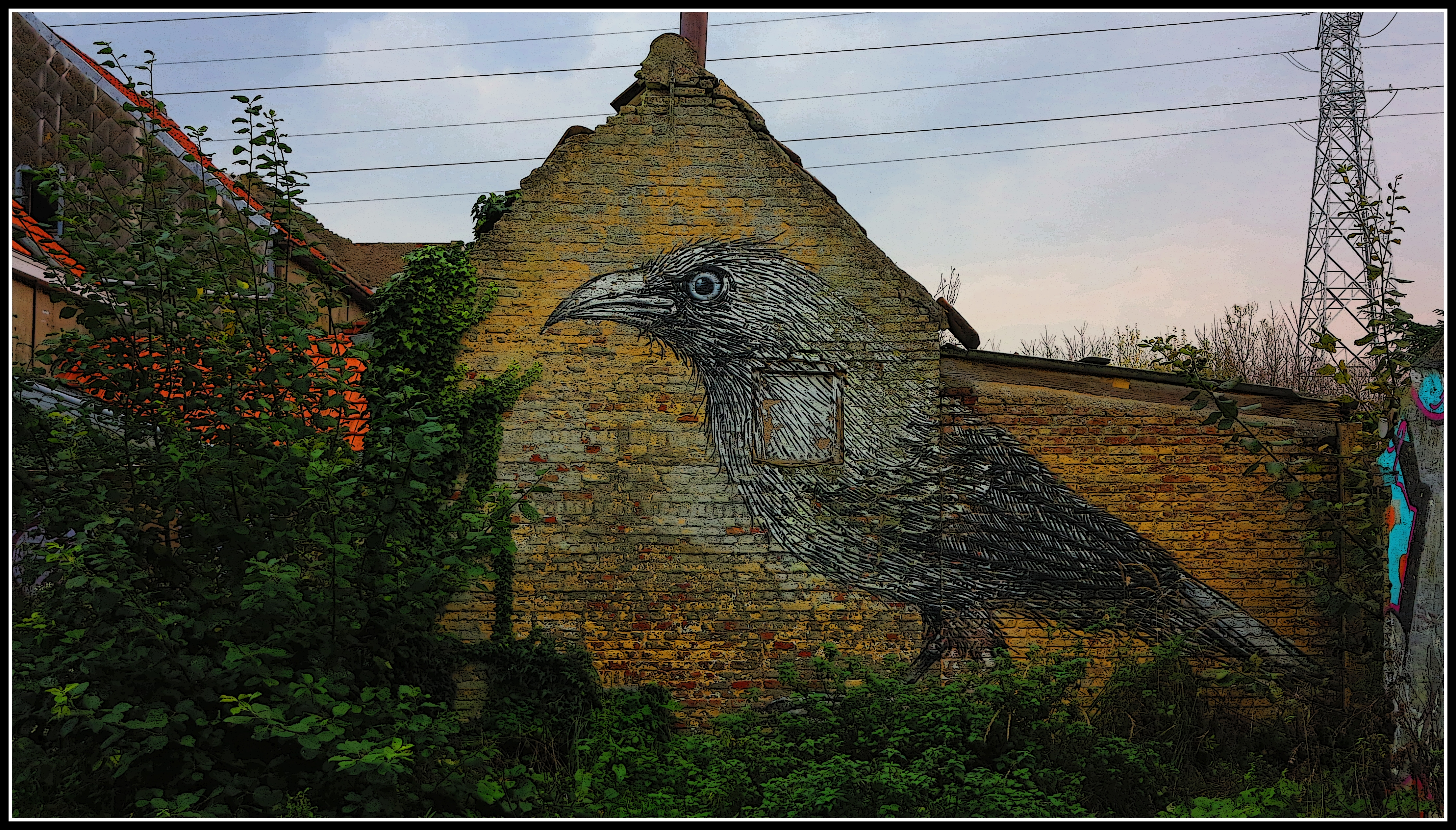
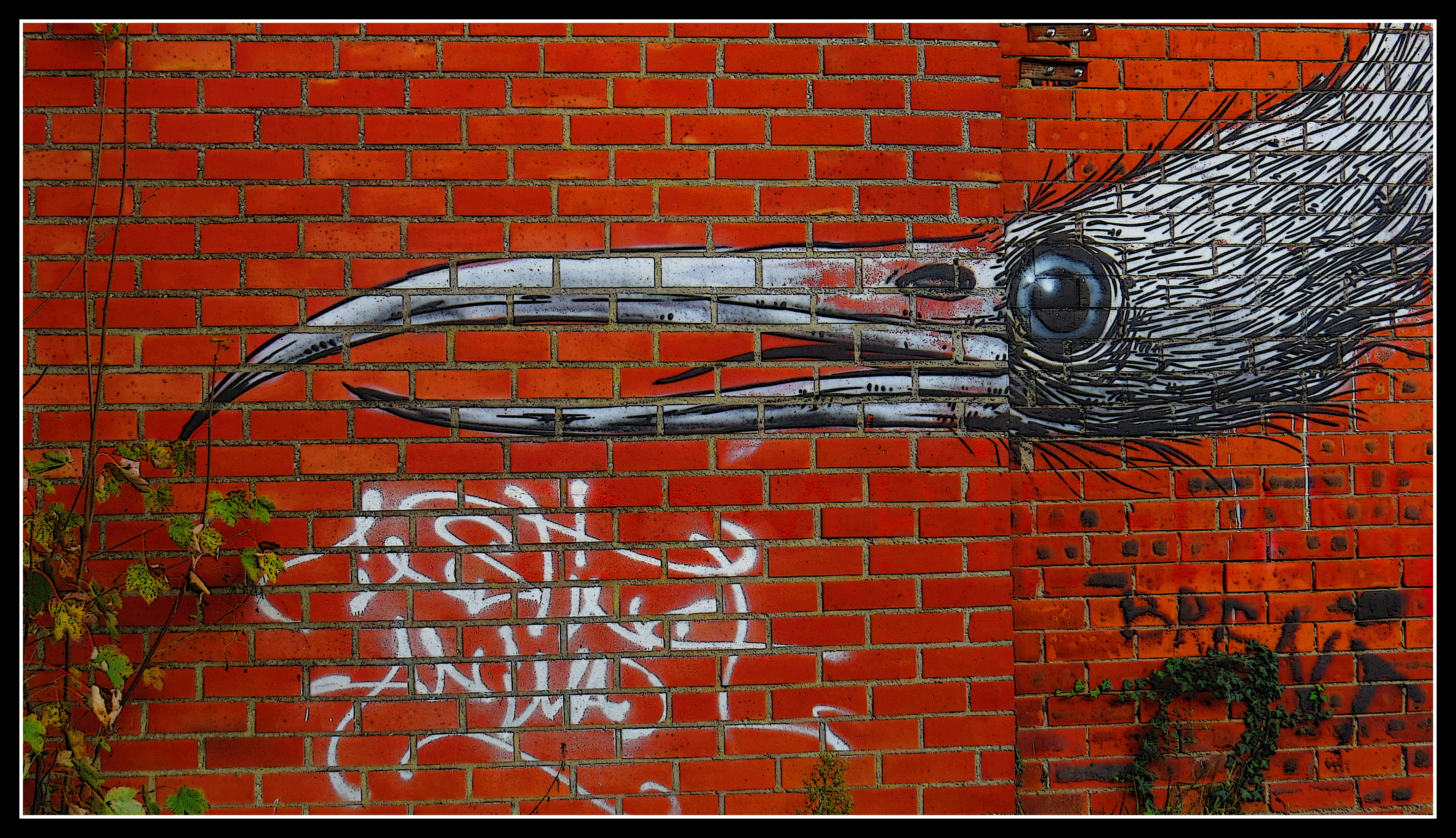
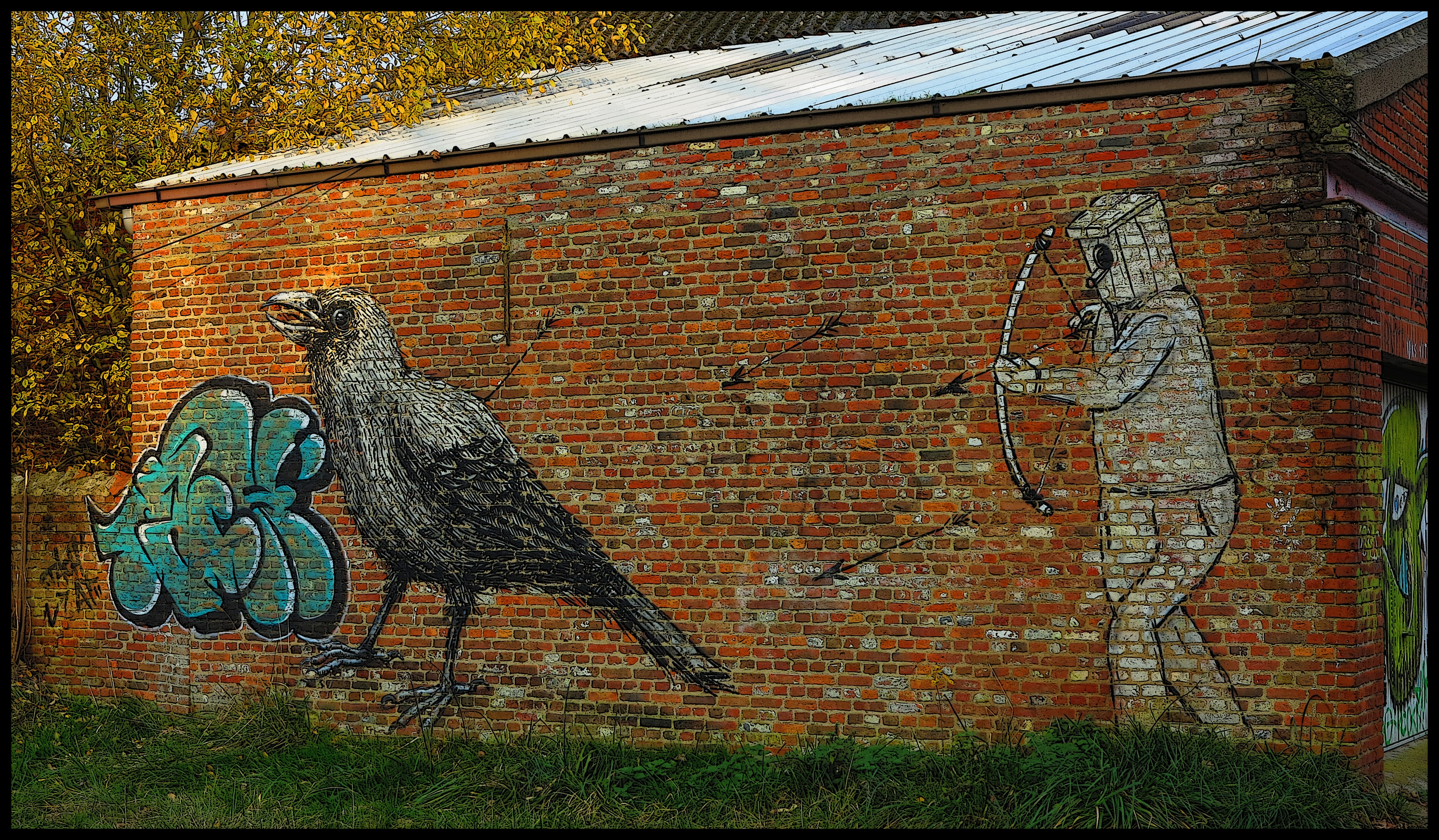

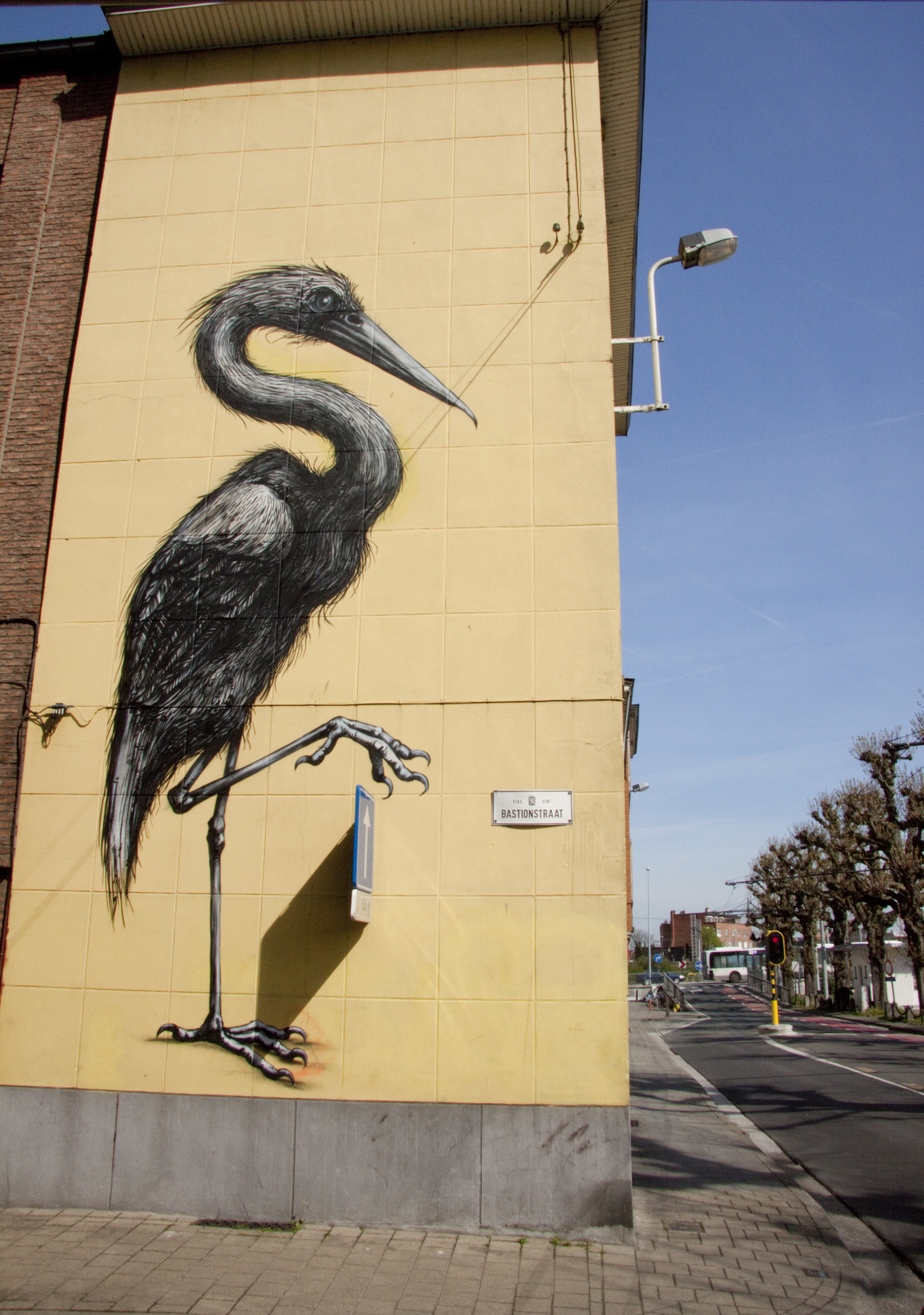
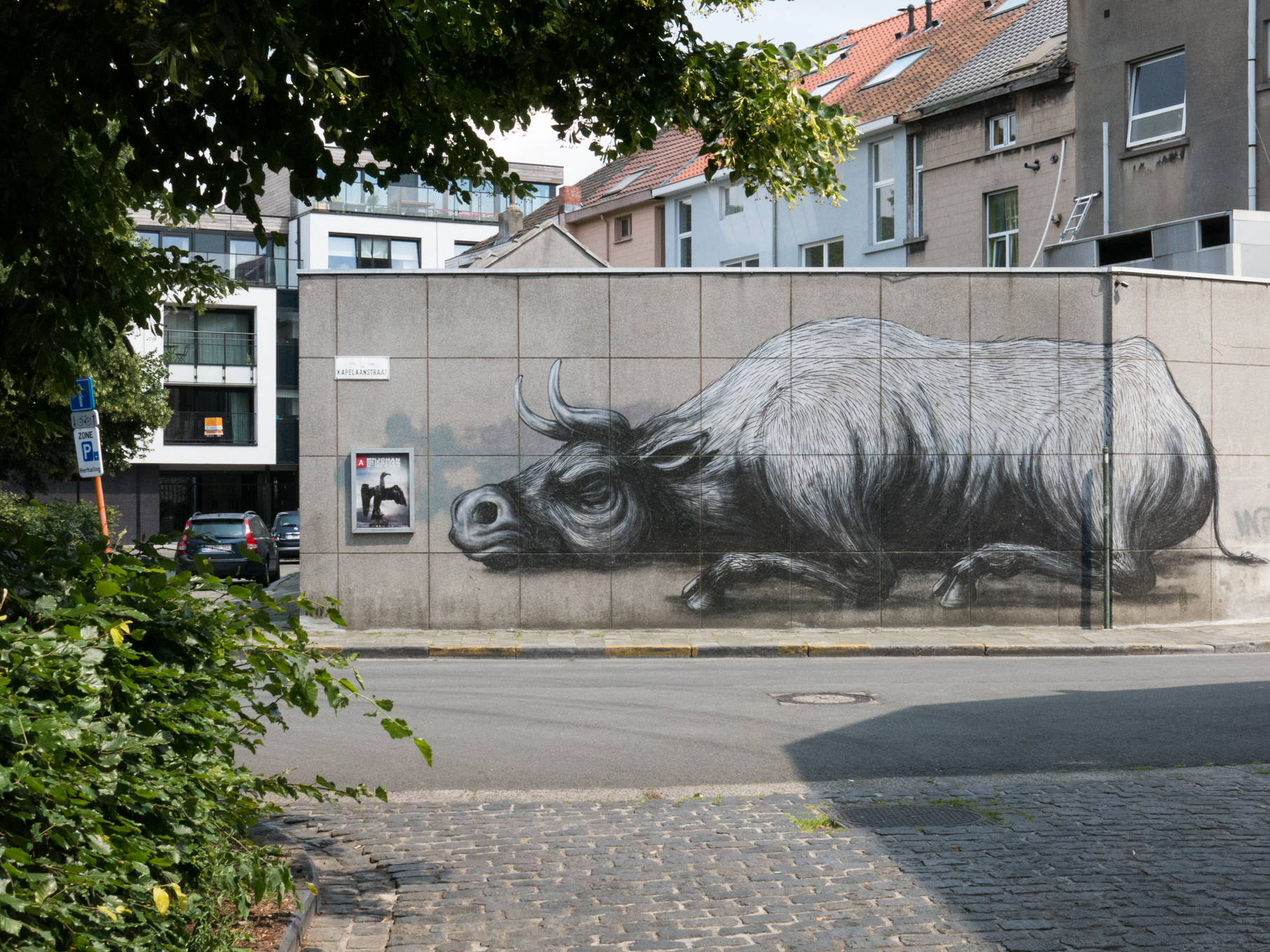
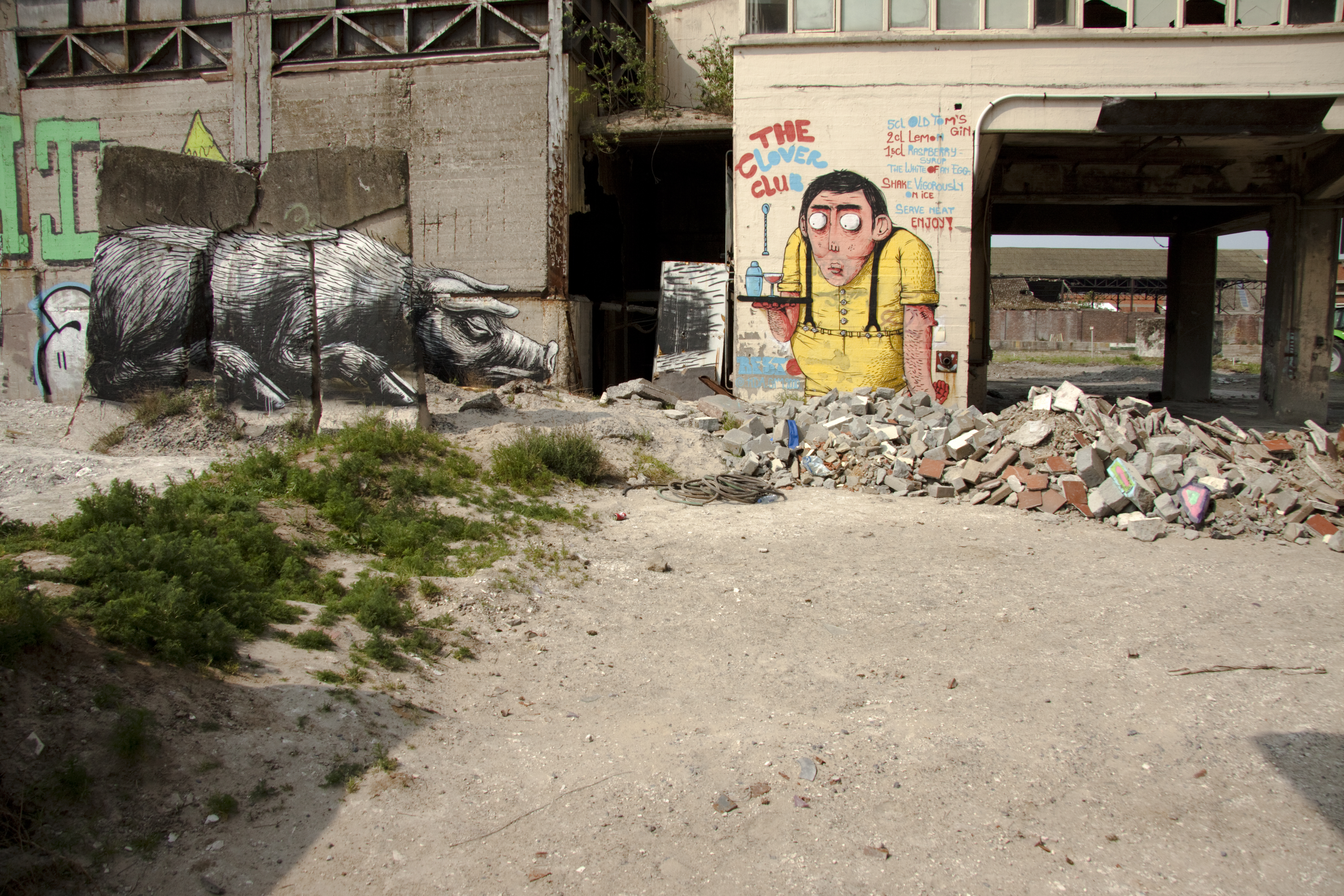
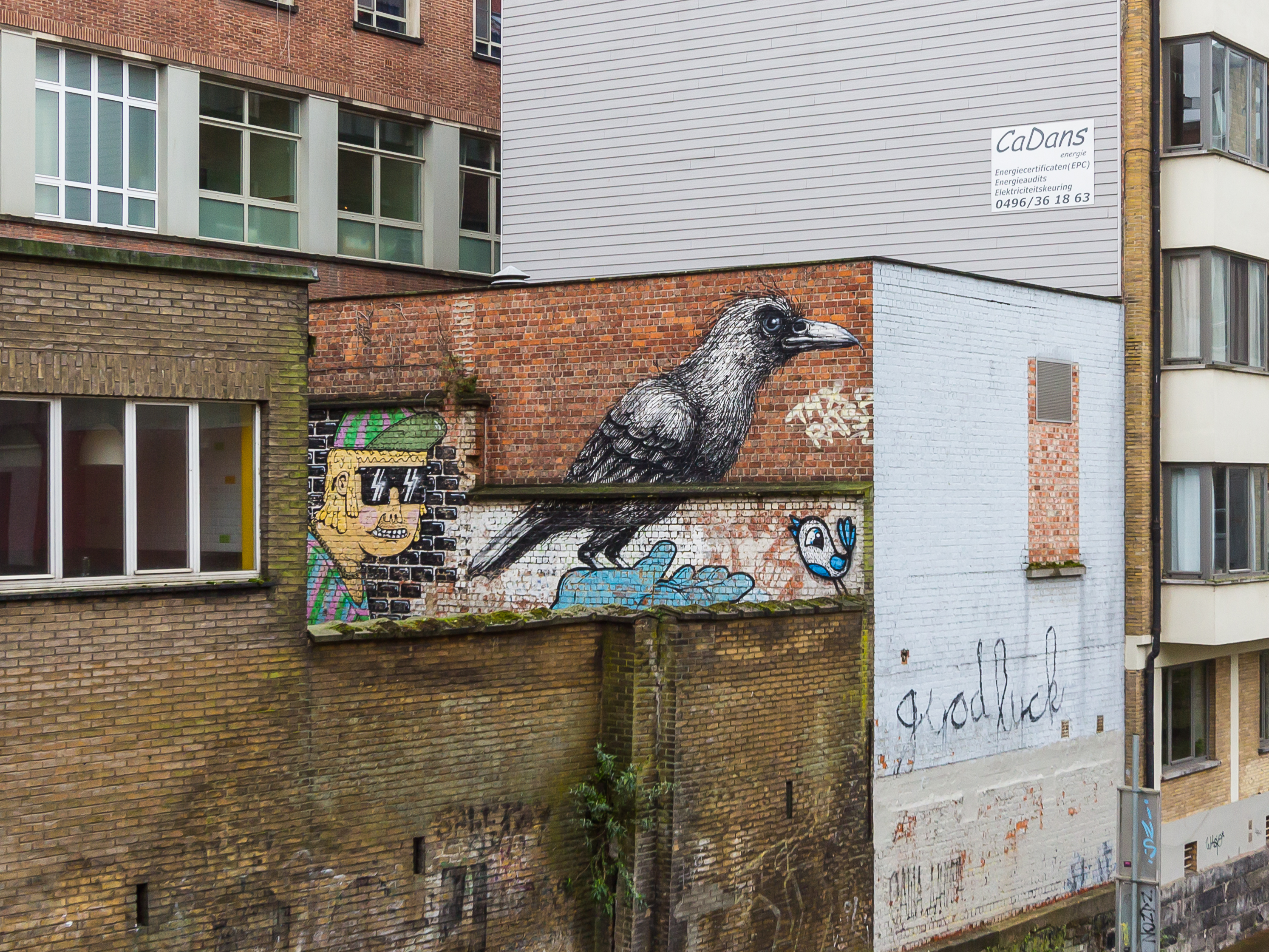
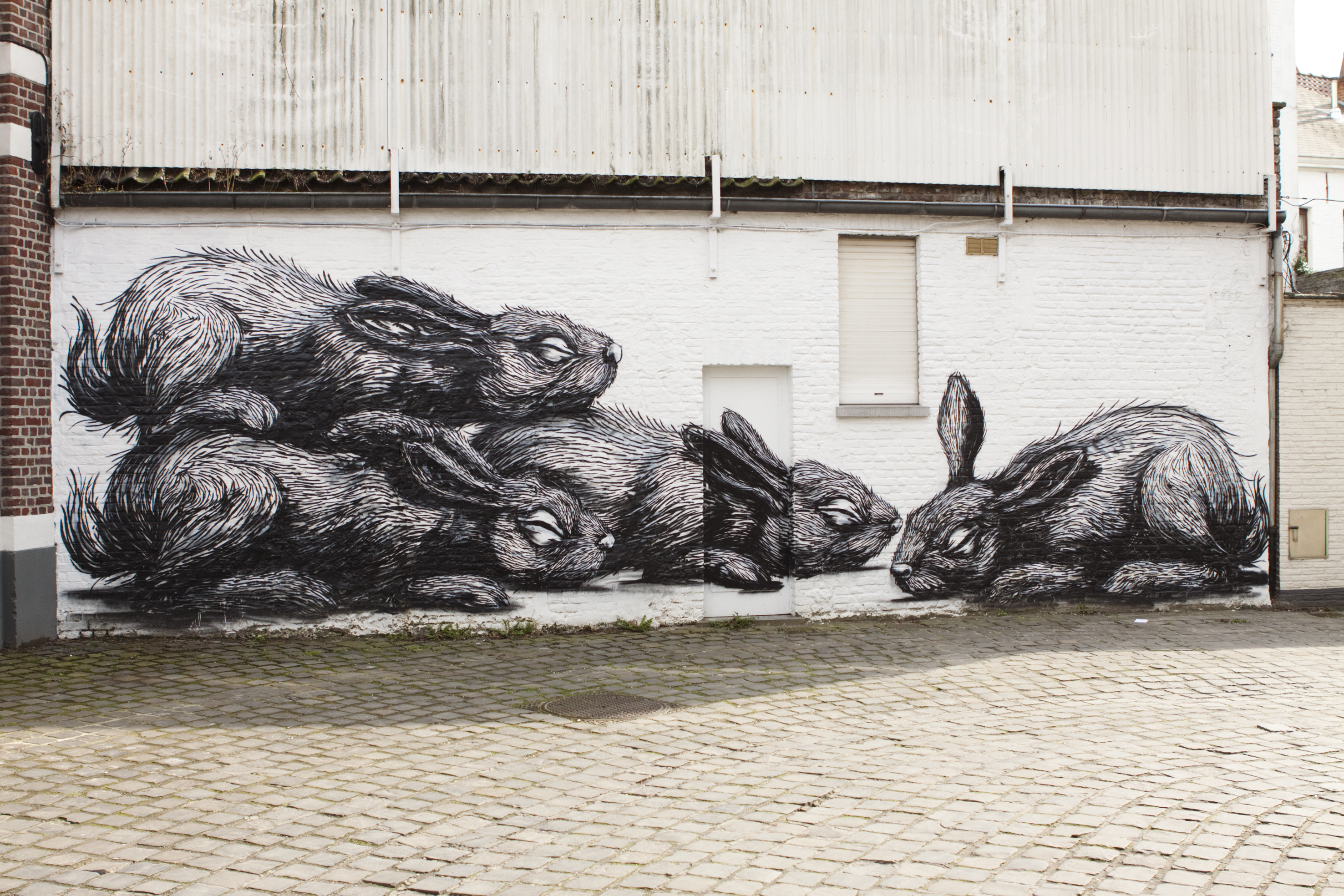

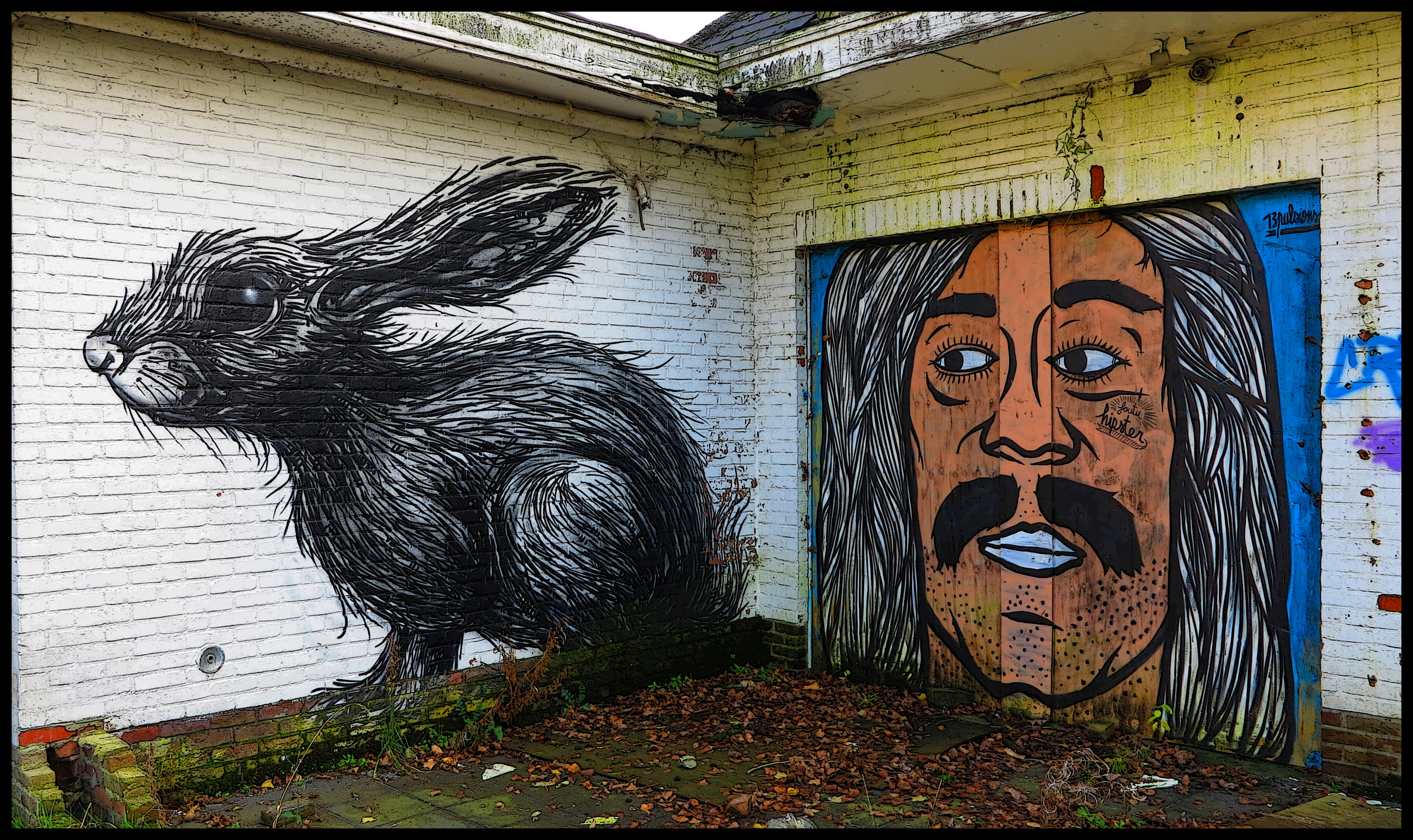
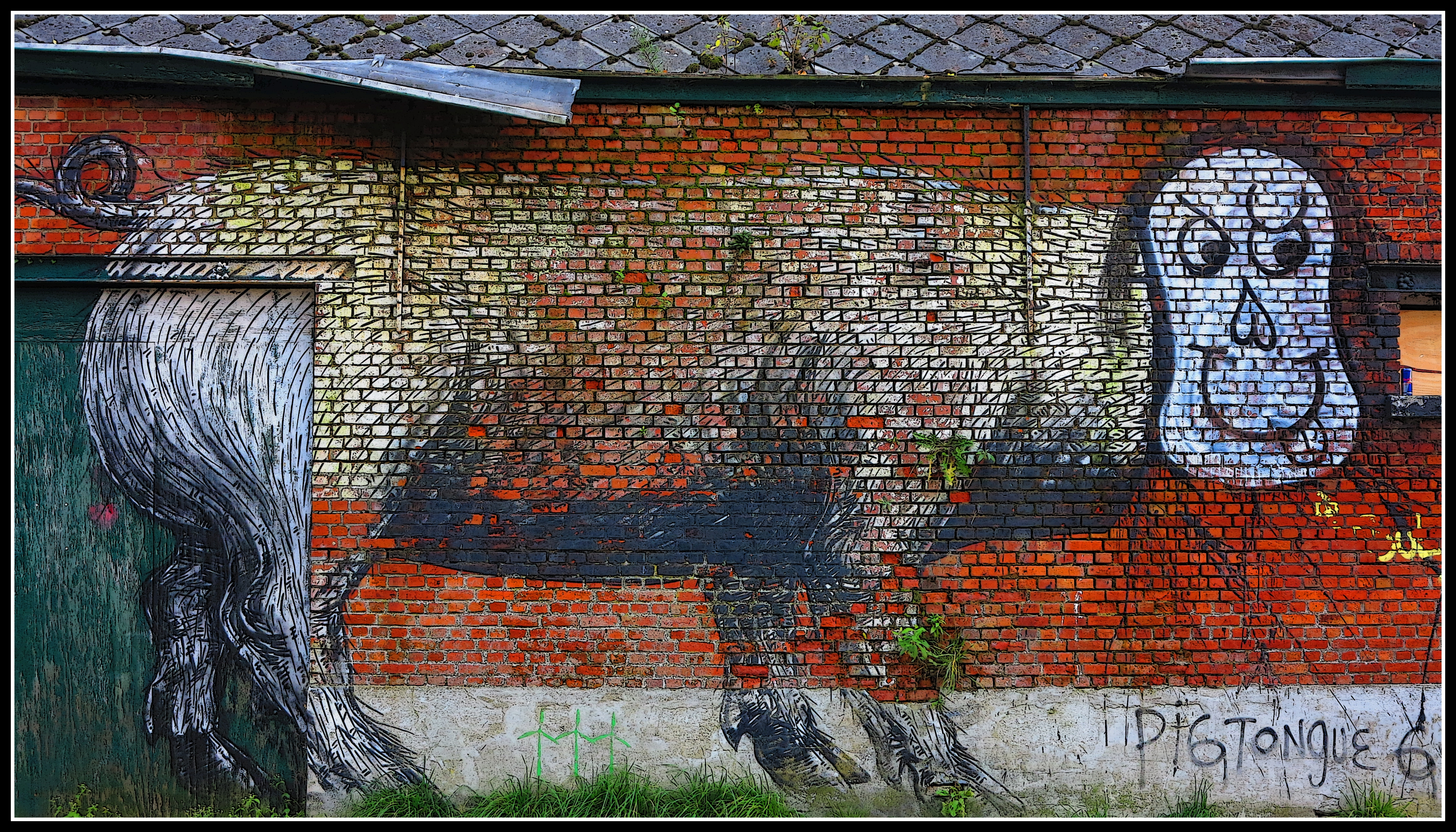
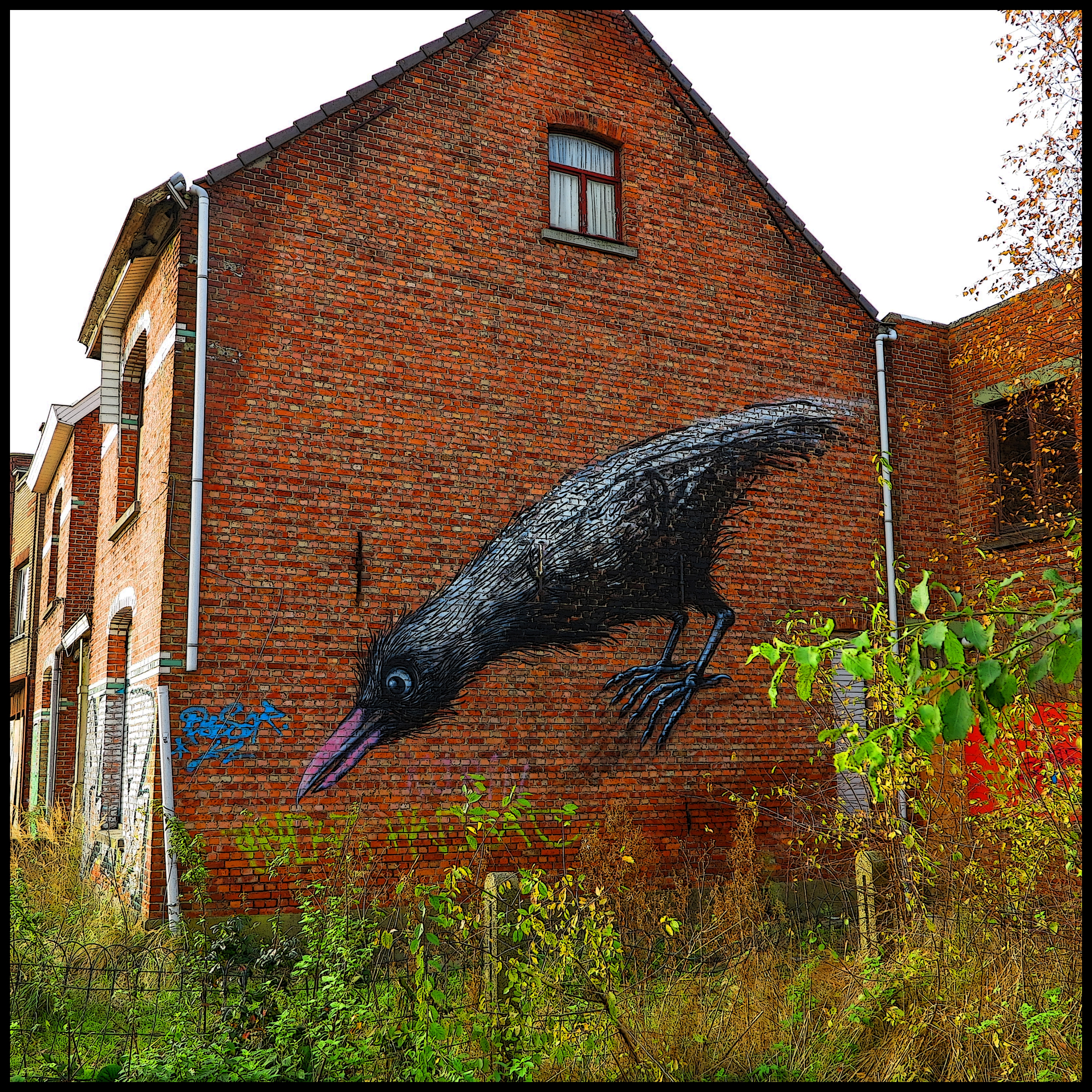

Doel
Gent
Beveren
Andere plaatsen

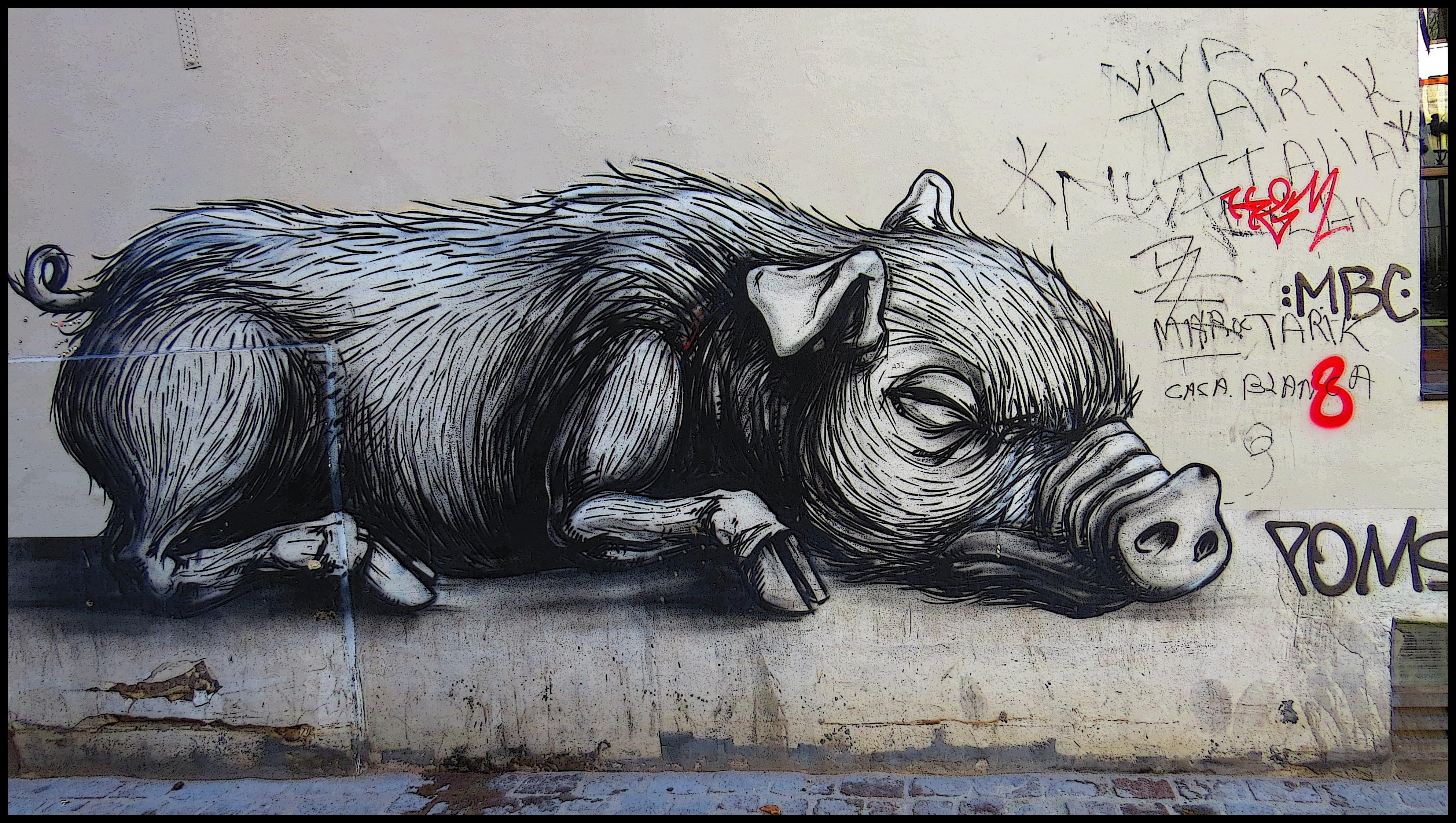
Brussel
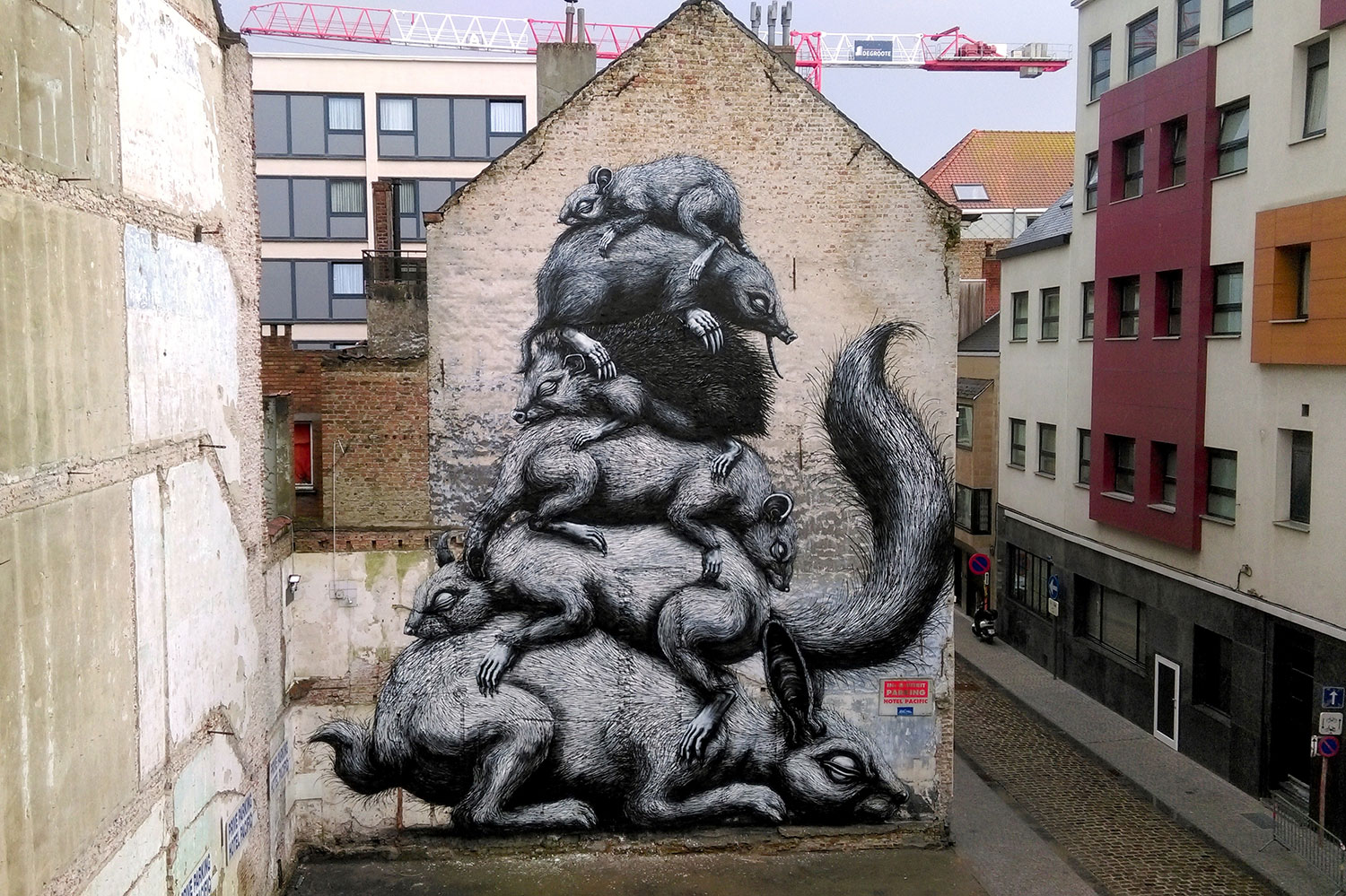
Oostende
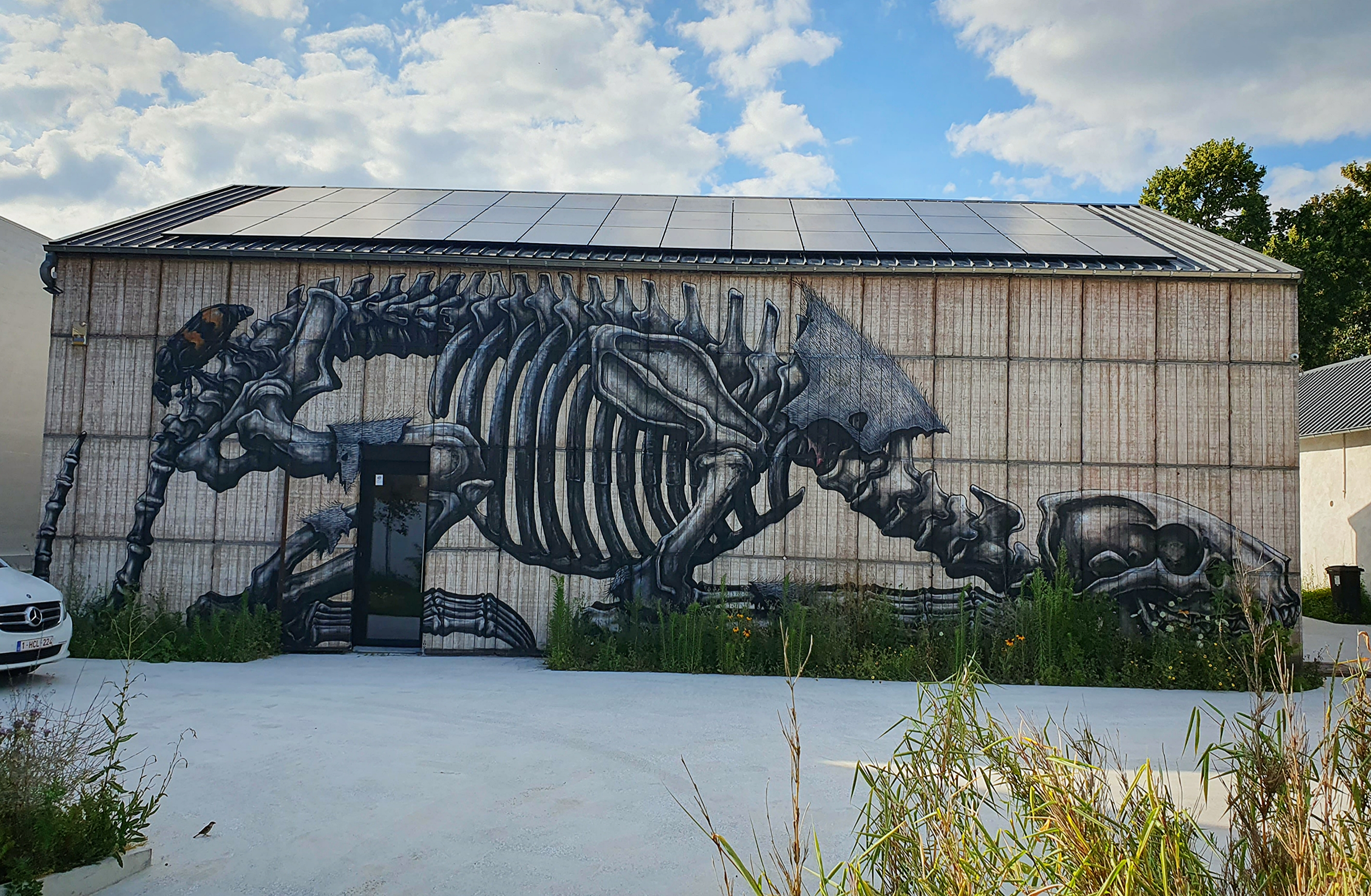
Aalst

### Andere landen

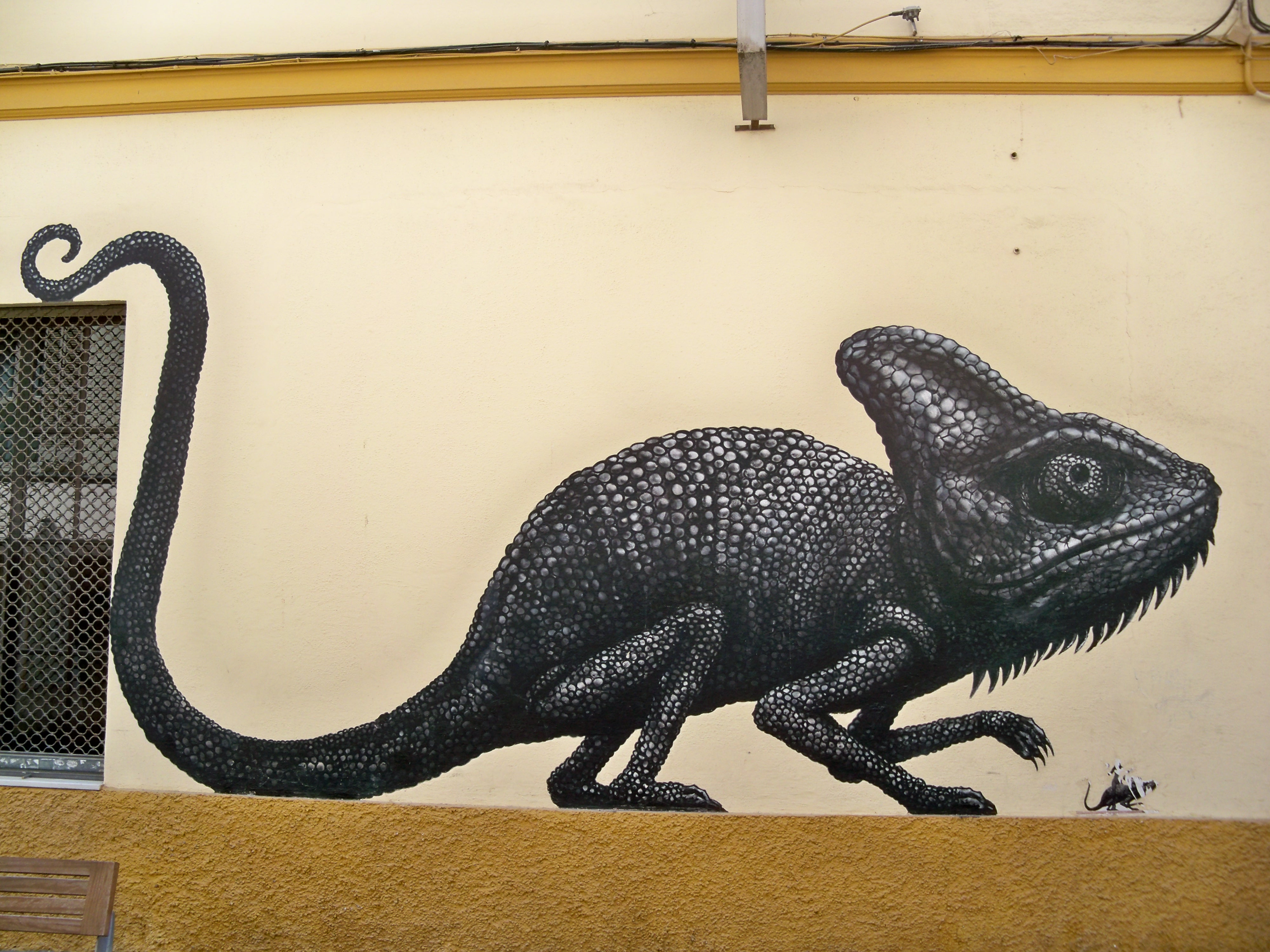
Spanje (Málaga)
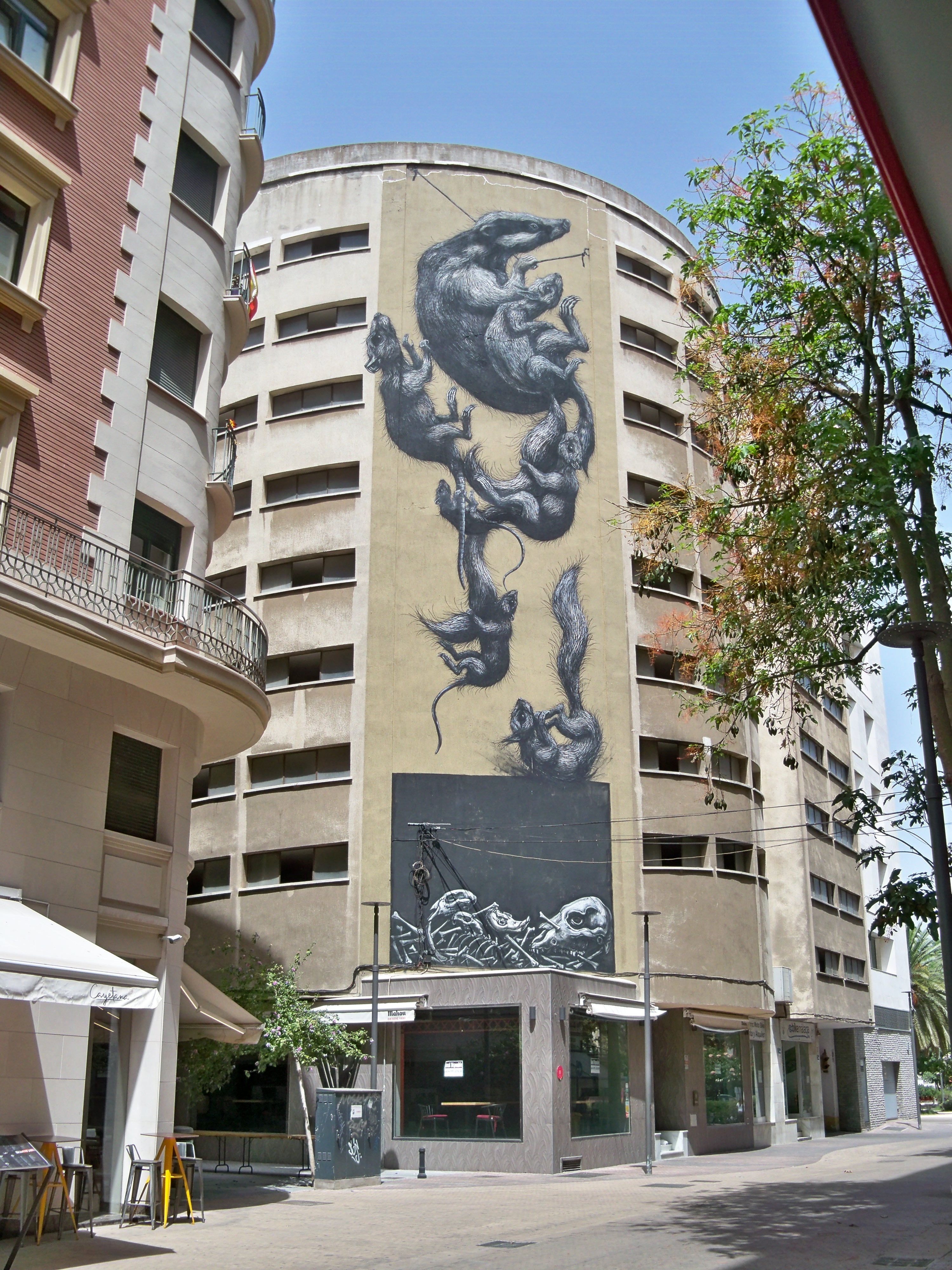
Spanje (Málaga)
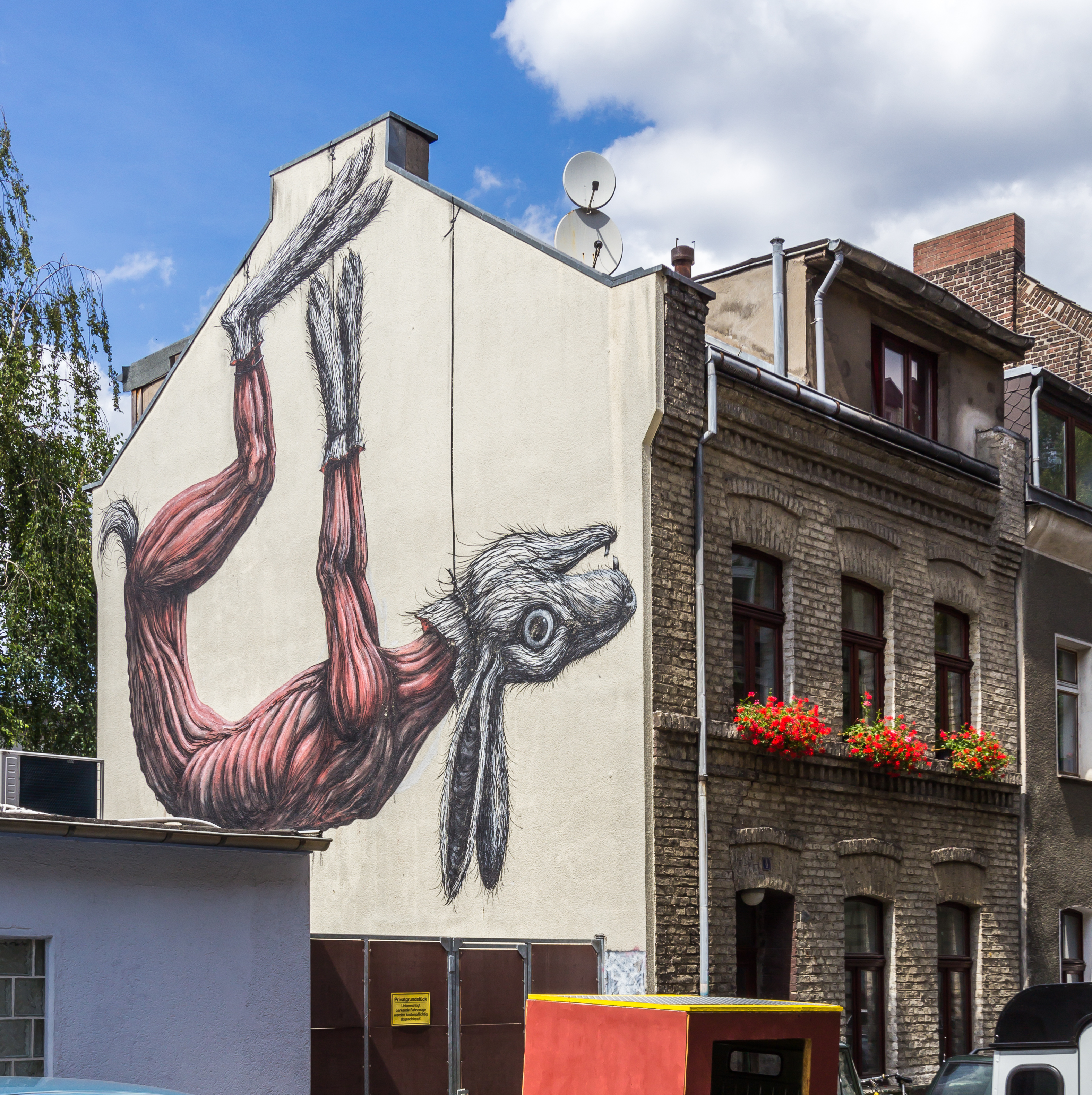
Duitsland (Keulen)
Engeland (Londen)
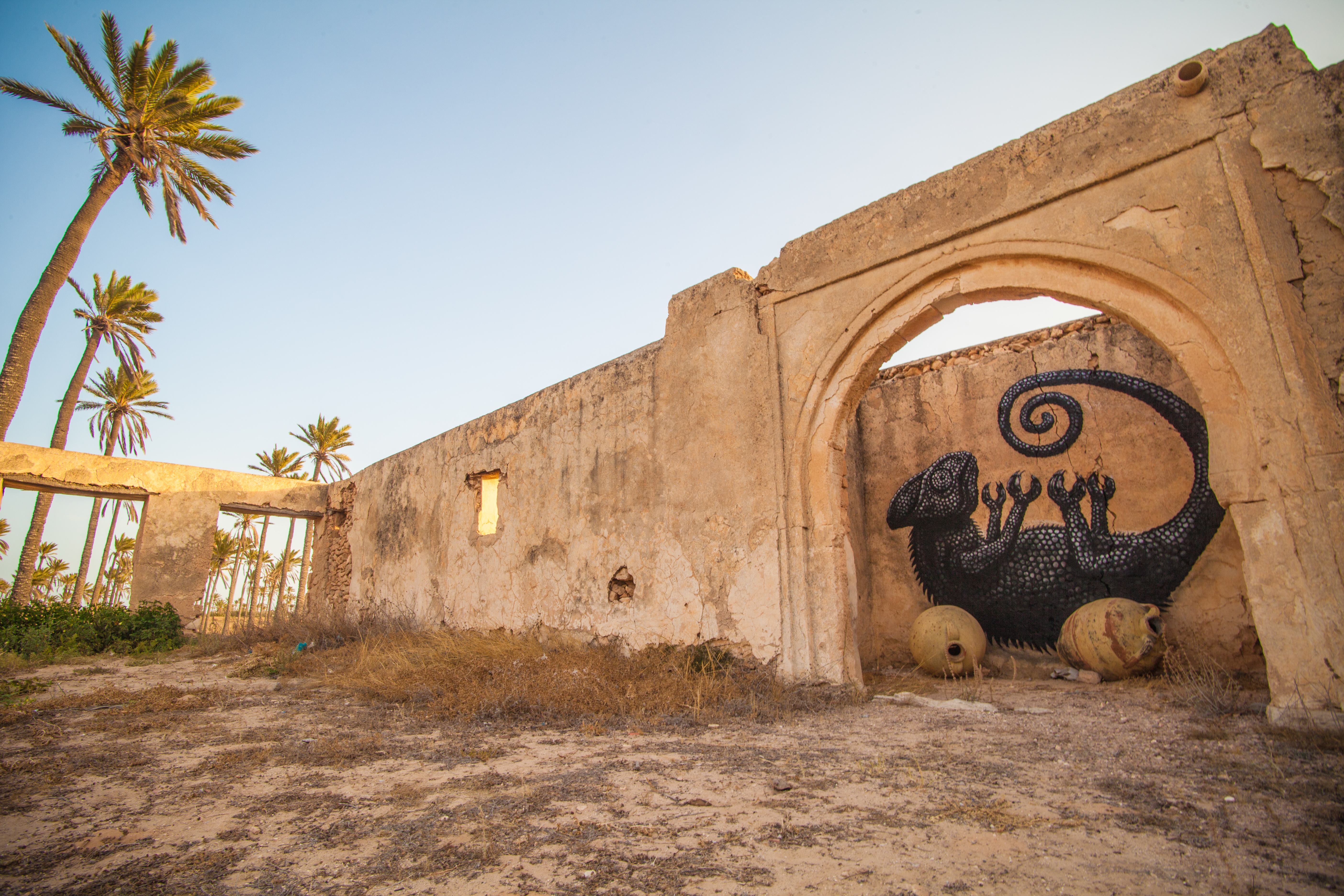
Tunesië (Djerba)
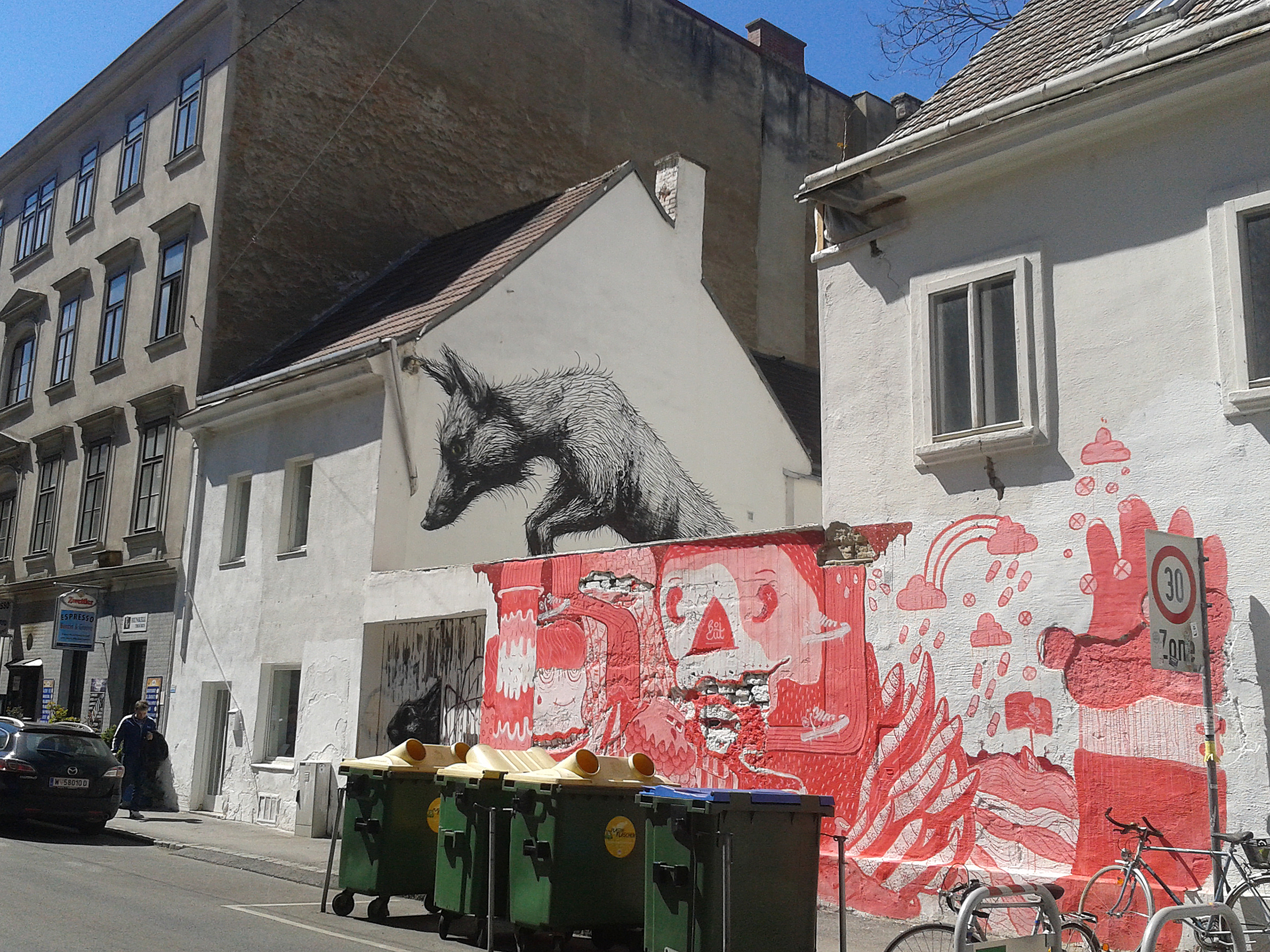
Oostenrijk (Wenen)
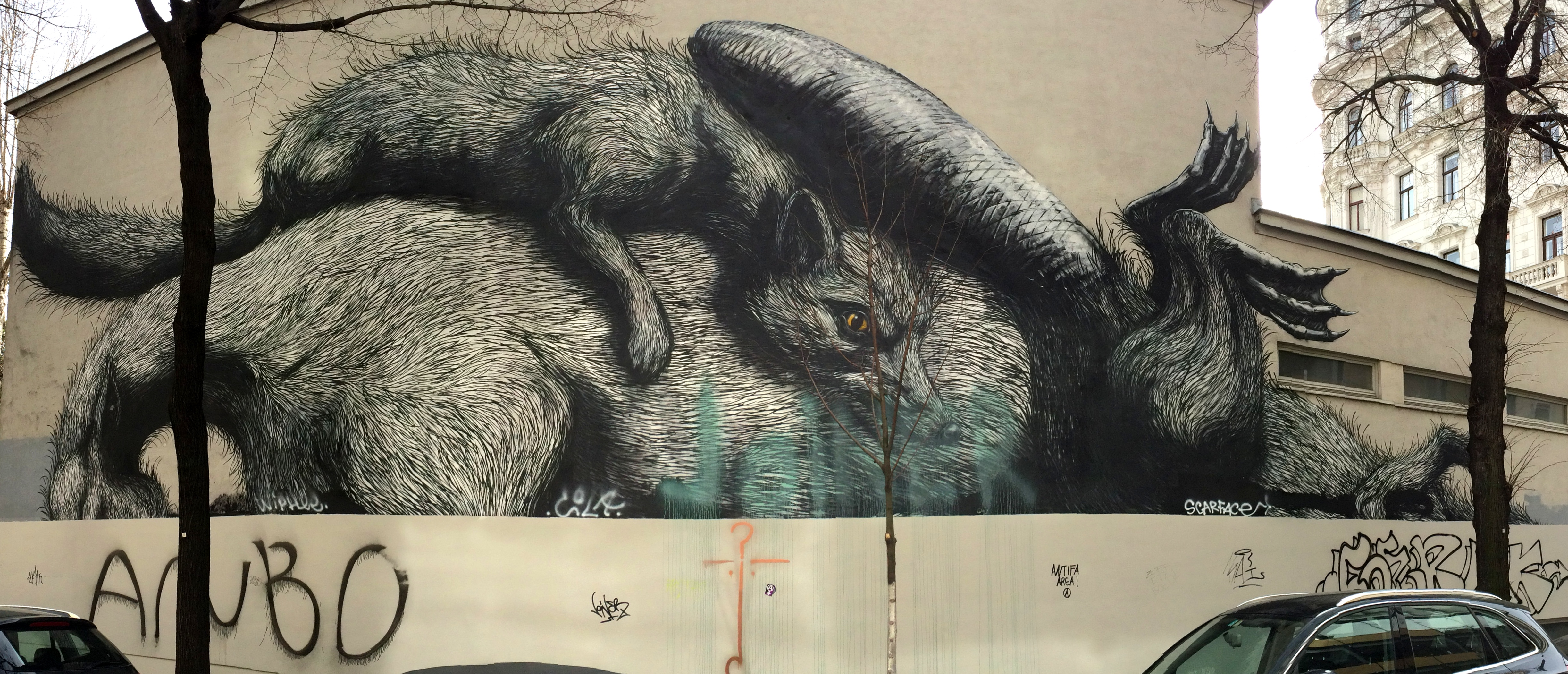
Oostenrijk (Wenen)
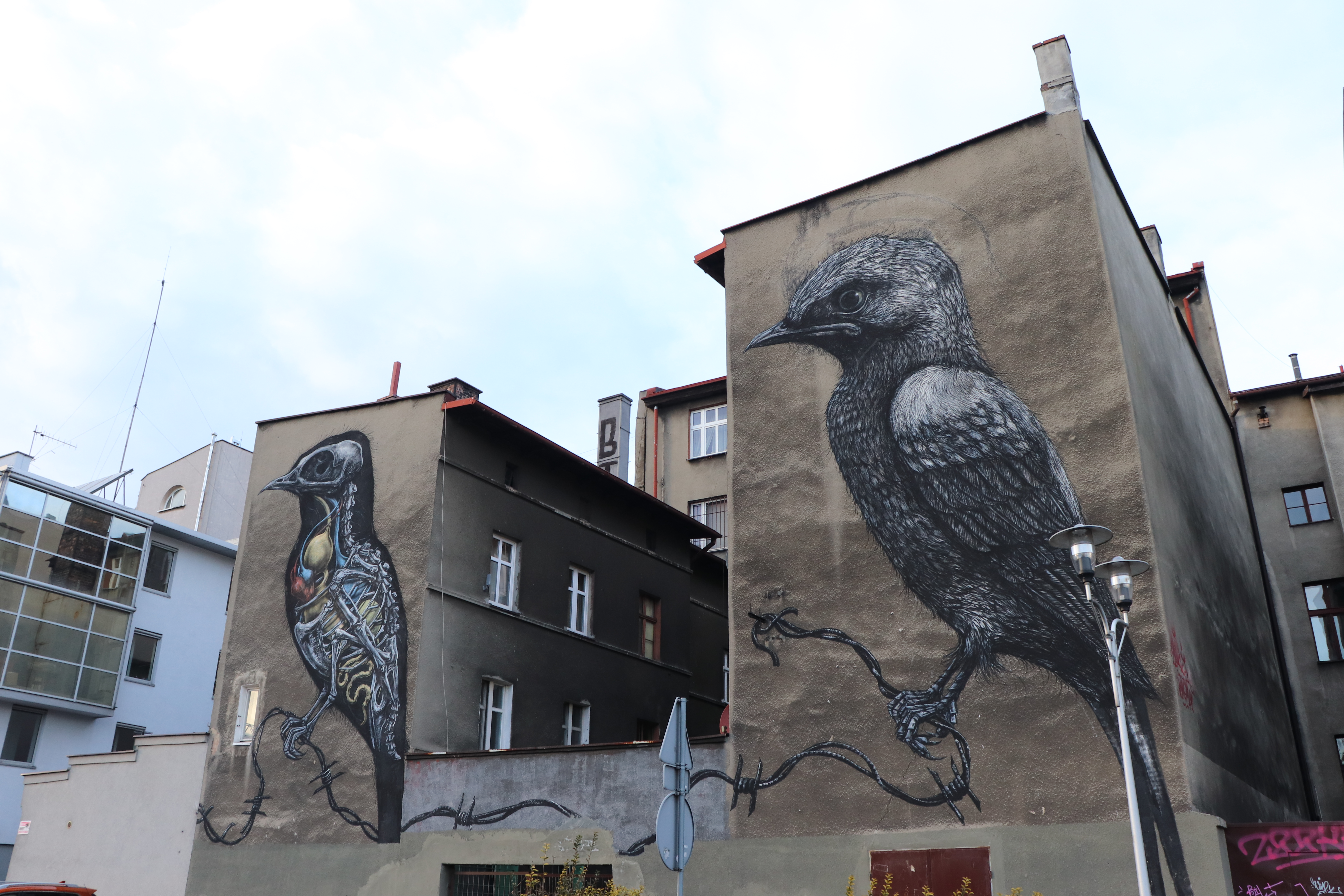
Polen (Katowice)
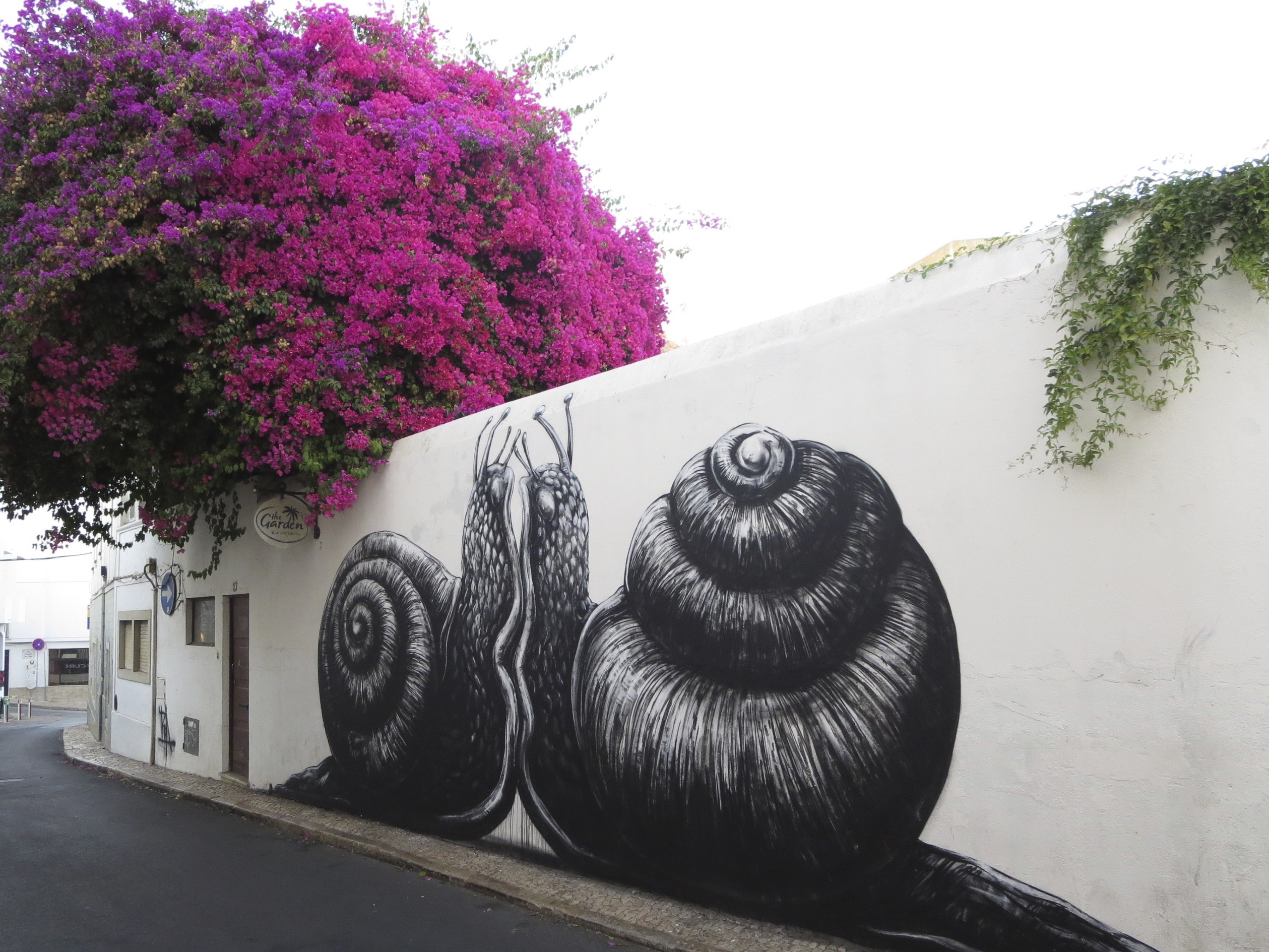
Portugal (Lagos)
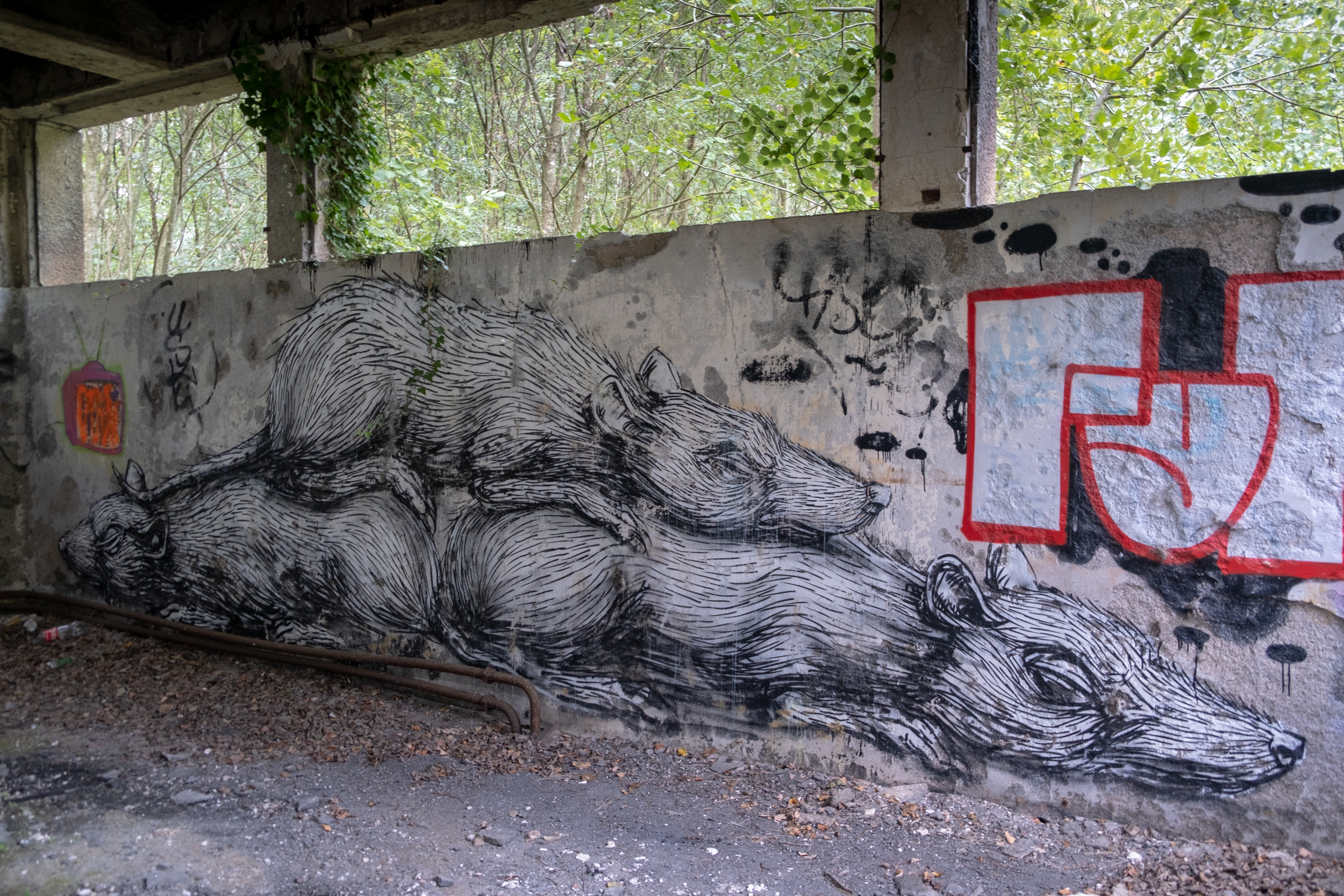
(onbekend)

- Gemeinsame Normdatei: 1102071285
- Virtual International Authority File: 1146513254032210769
- WorldCat: E39PBJymyCt6TdWr6cF4GT89jC